# Feu d'artifice
Pour les articles homonymes, voir Feu d'artifice (homonymie).

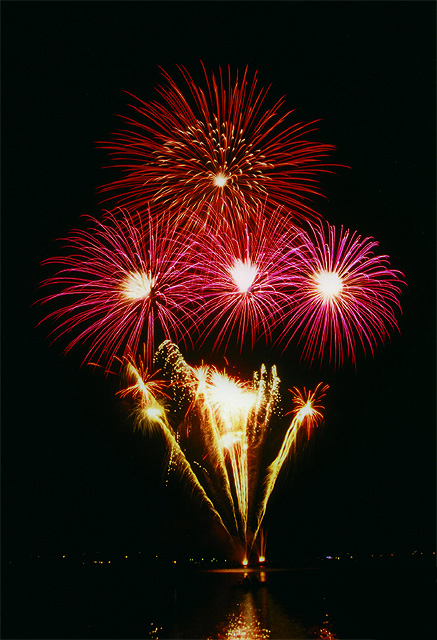
Feu d'artifice à Hambourg.

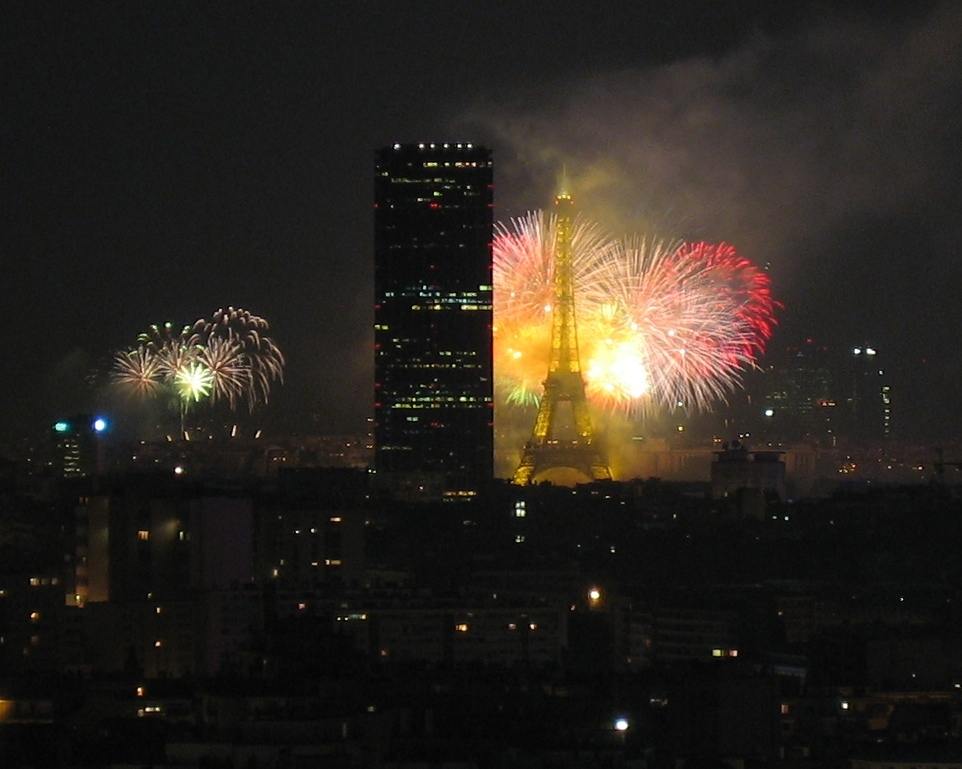
Le feu d'artifice du 14 juillet à Paris.

Un feu d'artifice est un procédé pyrotechnique utilisant des explosifs déflagrants visant à produire du son, de la lumière et de la fumée à l'aide d'une composition pyrotechnique (en). Les feux d'artifice sont originaires de Chine, où ils ont été développés à partir de la poudre noire avant d'être importés en Europe, où divers alchimistes et pyrotechniciens ont participé à leur développement. Ils sont souvent utilisés dans des spectacles pyrotechniques (fêtes nationales, jour de l'an, événements, etc.) et autrefois pour éloigner les esprits maléfiques.
Artifice vient du latin artificium qui signifie art.

## Historique
Les origines exactes de la poudre noire font encore débat. En 1044, le Wujing Zongyao proposait une recette associant soufre, salpêtre et d'autres sels pouvant prendre feu et être lancé depuis des catapultes.
Au XIe siècle, des pétards — tubes de parchemin scellés aux extrémités à l’exception d’un trou permettant l’allumage — ont été développés, selon une recette proche de celle de la poudre à canon d’aujourd’hui.
En 1240, les Arabes acquirent des connaissances sur la poudre à canon et ses utilisations en Chine. Un Syrien nommé Hasan al-Rammah a écrit sur les roquettes, les feux d'artifice et d'autres incendiaires, en utilisant des termes suggérant qu'il tirait ses connaissances de sources chinoises, telles que ses références aux feux d'artifice comme « fleurs chinoises ».
En 1295, Marco Polo rapporte la poudre noire en Europe. Dans les années 1235 à 1290, Roger Bacon, philosophe et alchimiste anglais de renom étudie la poudre noire. Il découvre les proportions menant à la recette de la poudre à canon et que son confinement est le secret de l’explosion violente des feux d’artifice. Depuis, la poudre noire a été parallèlement utilisée pour la guerre et les fêtes, jusqu'au XIXe siècle où l'avènement de la chimie moderne colore les feux d'artifice qui étaient antérieurement principalement jaunes ou blancs.
En 1487, un premier spectacle pyrotechnique marque en Angleterre le couronnement d'Élisabeth d'York.
En 1572, des feux d'artifice sont tirés devant Élisabeth Ire. Adrien Romain, mathématicien flamand les évoque en 1611. En France, le premier vrai feu (avec poudre) semble avoir été organisé en 1606, à l'occasion du baptême du futur Louis XIII, par le duc de Sully devant plus de dix mille personnes assemblées dans une plaine située à l'Est de Fontainebleau,. Celui tiré place des Vosges à Paris (alors Place Royale), pour le mariage d’Anne d’Autriche avec Louis XIII en 1615 qui met fin aux hostilités entre Bourbons et Habsbourg, est également célèbre. Un Traité des feux artificiels... (traité d'artillerie et de pyrotechnie), y consacre son cinquième chapitre (d’un point de vue militaire) par Francis Malthus, ingénieur anglais nommé Commissaire des Feux et Artifices dans l’armée française, au service de Louis XIII, qui a introduit l'usage du mortier dans l'armée française (aussi nommé en France François de Malte, ou François de Malthe). Les feux d'artifice se développent surtout au XVIIe siècle mais provoquent souvent des embrasements. Un des plus connus a lieu lors du mariage du futur Louis XVI avec la jeune Marie-Antoinette d'Autriche le 16 mai 1770 : le feu d'artifice sur la place Louis XV à Paris dégénère en incendie et provoque une panique dans la foule, faisant 132 morts.
Au niveau technique, John Bate au début du XVIIe siècle élève des explosifs sous des cerfs-volants pour produire un spectacle en hauteur. En 1635, il constate que l’ajout de sulfure d'antimoine à ses bombes produit des flammes bleues et que des écailles de fer produisent une traînée plus lumineuse. En 1786, le chimiste français Claude-Louis Berthollet note que le chlorate de potassium intensifie les effets colorés des explosions.

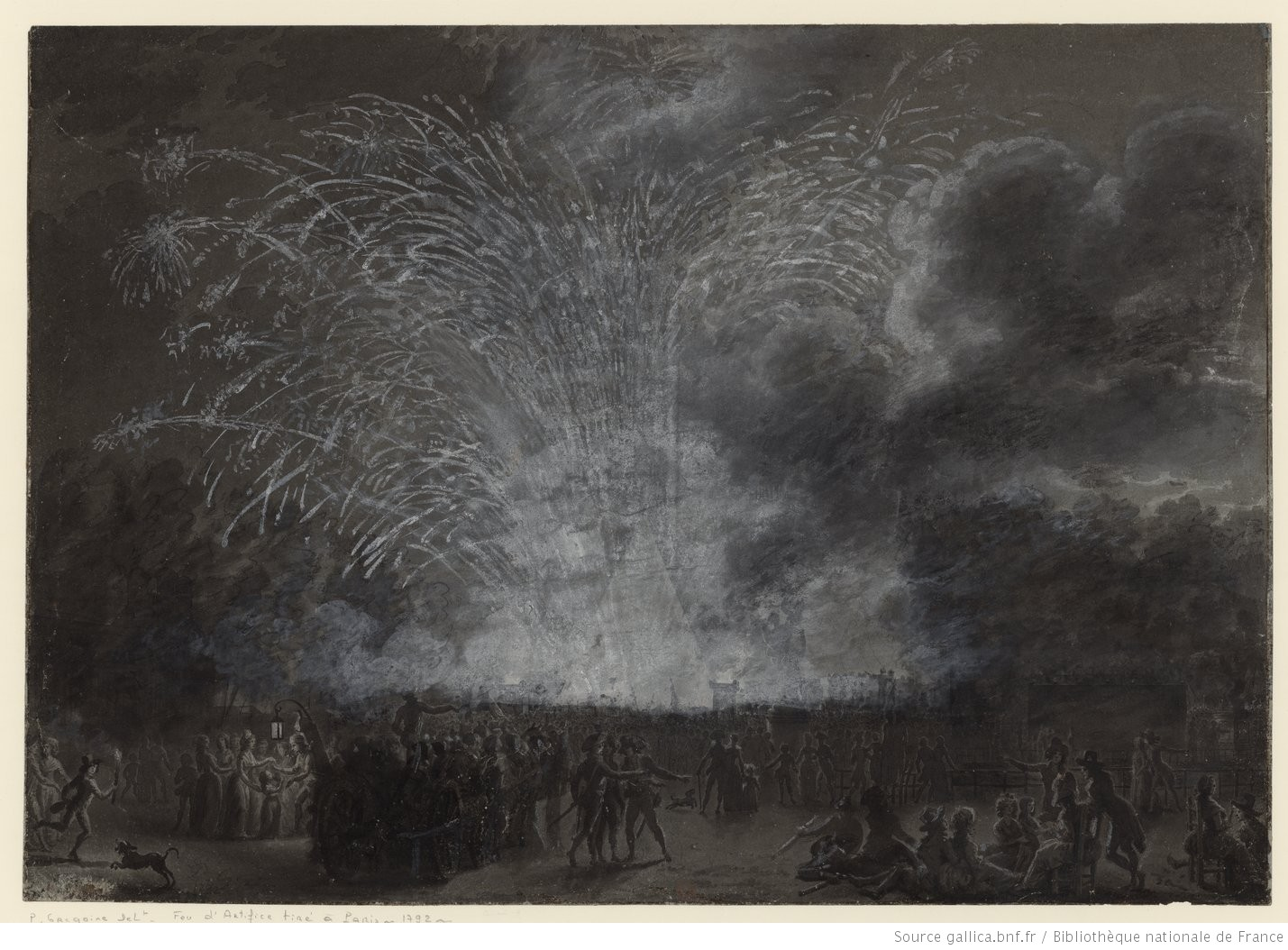
Feu d'artifice tiré à Paris en 1792, par Paul Grégoire.

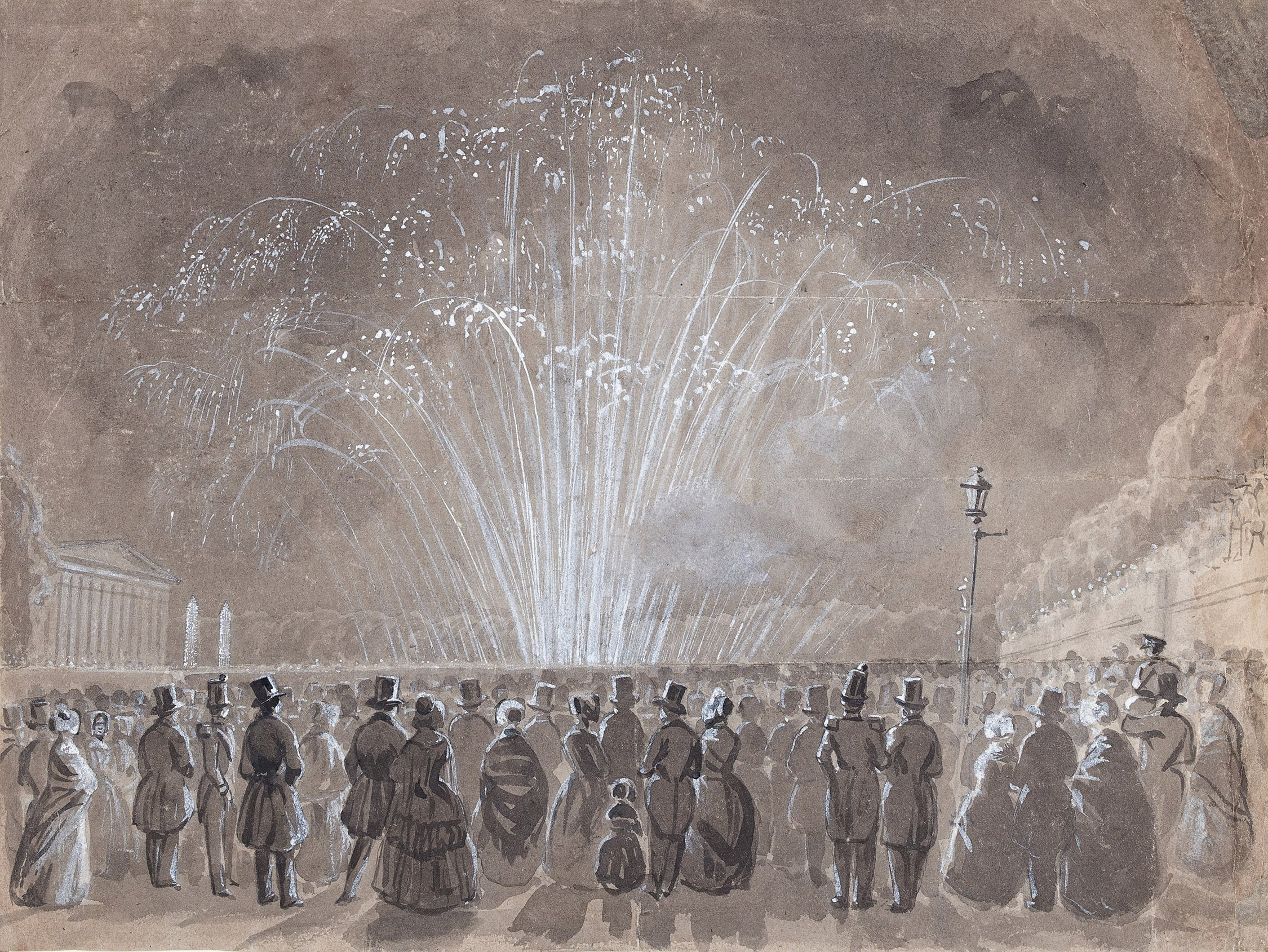
A firework display, Paris, 1855, par Ebenezer Landells.

Au début du XIXe siècle, des pyrotechniciens comme M.L.E. Audot, Chertier (qui a publié plusieurs centaines de recettes de feux) ou Claude-Fortuné Ruggieri - à l’origine de l’entreprise du même nom aujourd’hui responsable de plusieurs spectacles dans les plus grandes villes du monde - listent les composés chimiques produisant des effets notables dans les feux d’artifice et divers dispositifs pyrotechniques (chandelle romaine, routes et fontaines de lumière, fusées sous parachutes, etc.). À cette époque, divers composés de feux d'artifice sont hautement toxiques (ex : « Calomel », mercure roux, ou sous-chlorure de mercure, réalgar (ou sulfure rouge d'arsenic aussi dit « orpin rouge » et régule d'antimoine, qui donnait une flamme blanche, sels de baryte, minium de plomb qui colore en orange les feux blancs, acétate de cuivre ou vert-de-gris, carbonate de strontiane donnant une couleur jaune au feu, litharge ou protoxyde de plomb donnant un « effet de feu rayonnant » dans les soleils pyrotechniques...) alors que d'autres sont encore des produits naturels et non toxiques tels que charbon de bois, salpêtre, gomme laque, suif, sucre, carbonate et bicarbonate de soude, particules de mica doré, poudre de lycopode, ou encore camphre et benjoin qui aromatisent les fumées pour masquer la mauvaise odeur de la poudre et de certains métaux. La limaille de fer et de cuivre ainsi que la fonte pilée étaient aussi utilisées. L'une des curiosités du catalogue de Ruggieri (qui se présentait comme « artificier du gouvernement ») était « le serpent de Pharaon », alors vendu Of50[Quoi ?] en boite de 12 ; il s'agissait de petits cylindres blancs longs de 5 mm et de 3 à 4 mm de diamètre possédant « la curieuse propriété de donner en brûlant un résidu dont le volume est environ cent fois plus grand que celui du composé employé. En outre, comme ces cylindres, en brûlant, s'allongent à la manière d'un serpent dont les anneaux se déroulent, on leur a donne le nom de serpents de Pharaon ». Audot apprécie la manière « amusante » qu'ils ont de brûler, mais ajoute que comme ils sont notamment composés de sulfo-cyanure de mercure (poison violent) ils dégagent des vapeurs mercurielles dangereuses à respirer « il est nécessaire, lorsque l'on fait brûler successivement trois ou quatre de ces serpents, de ventiler la pièce dans laquelle a lieu la combustion, et, d'autre part, de ne pas laisser ces petits cylindres à la portée des enfants, qui pour-raient les prendre pour des bonbons et les manger ». Un modèle de plus grande dimension, recouverts de papier d'étain était disponible (en boite de 12 pour 2f3O[Quoi ?]). On sait aujourd'hui que les mesures de prudence recommandée par Audot n'étaient en réalité pas suffisante (la vapeur de mercure inhalée passe dans le sang très rapidement et est bien plus toxique que le mercure liquide).

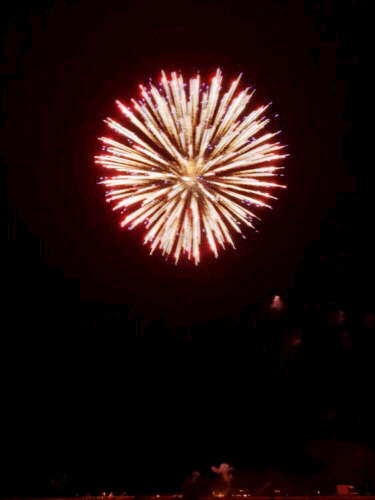
Feu d'artifice du 14 juillet à Le Crotoy (Somme)

Les guerres mondiales sont l'occasion de nouveaux progrès pour la chimie industrielle et pyrotechnique.
À partir des années 1970-1980, de nombreux groupes de rock et d'autres spectacles commencent à utiliser des feux d'artifice lors de leurs concerts en plus d'autres effets pyrotechniques. Kiss est souvent reconnu comme le premier groupe à avoir utilisé ce genre d'artifices.

## Principes

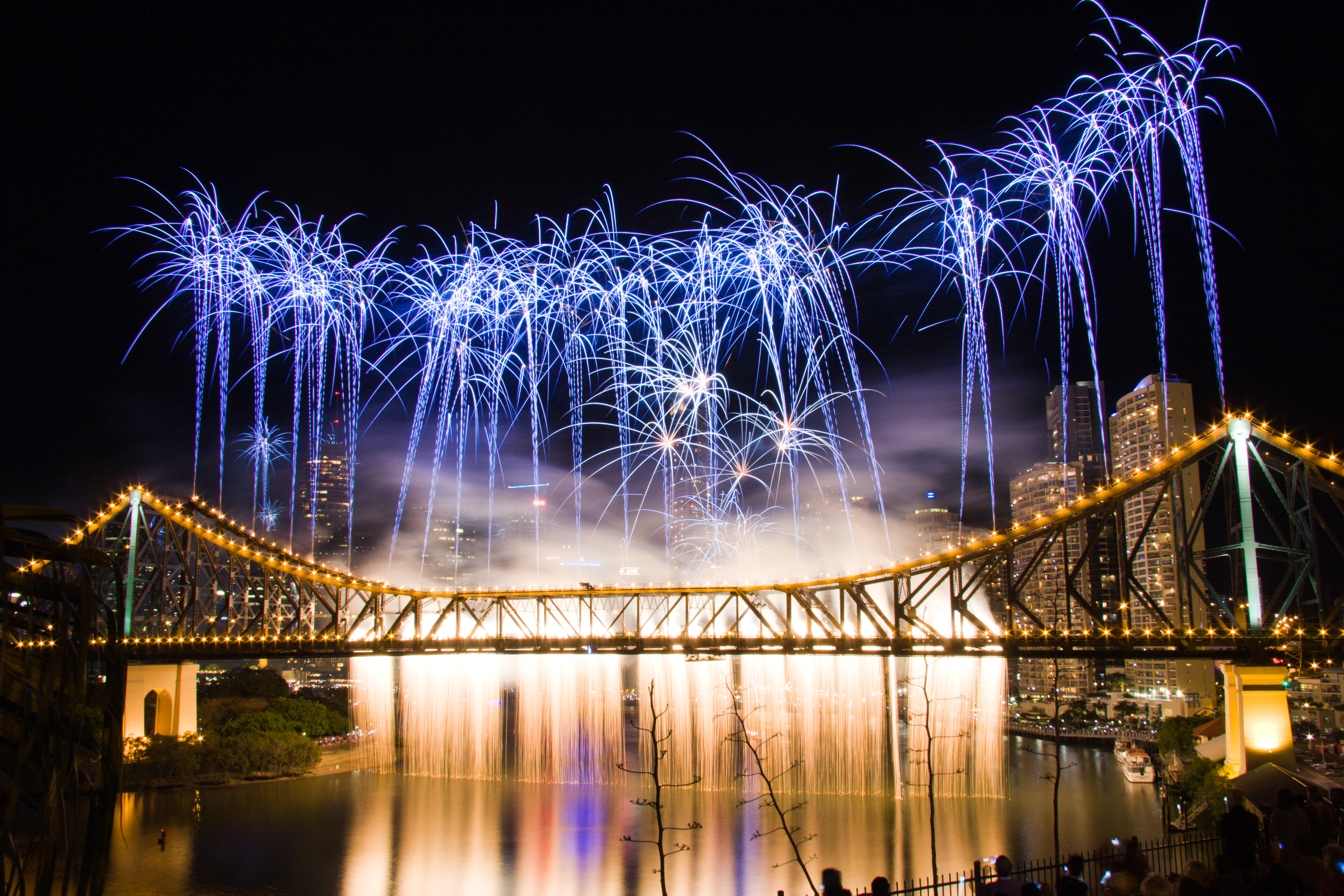
Feu d'artifice à Brisbane (Australie).

Les feux d'artifice font du bruit lorsqu'ils explosent, mais c'est principalement leurs lumières et leurs mouvements qui les rendent si attrayants. Le principe de base des feux d'artifice repose sur la combustion pyrotechnique, dérivé de la poudre noire originelle contenant un composé oxydant (nitrate, chlorate ou perchlorate), qui libère de l'oxygène, et un composé réducteur (le soufre et le carbone, en mélange avec des métalloïdes comme le silicium ou le bore, ou des métaux comme le magnésium et le titane) qui, lui sert de combustible.
Il y a tout d'abord l'incandescence des particules d'oxyde métallique, formées lors de la combustion, dont l'incandescence va du blanc rouge (aux alentours de 1 000 °C) jusqu'au blanc éblouissant (vers 3 000 °C). Cette explosion porte à haute température les composés métalliques qui donnent les couleurs.
La technique liée aux feux d'artifice s'appelle la pyrotechnie.
Les pyrotechniciens créent à chaque fois une mise en scène de couleurs et de rythme, avec parfois de la musique, un thème, ou la création d'un paysage de feu. Parfois et surtout lors de grands spectacles pyrotechniques, on peut y ajouter des effets de scène comme des jets d'eau multicolores, des feux de Bengale, des lance-flammes, des cascades, des fontaines, etc.

## La forme

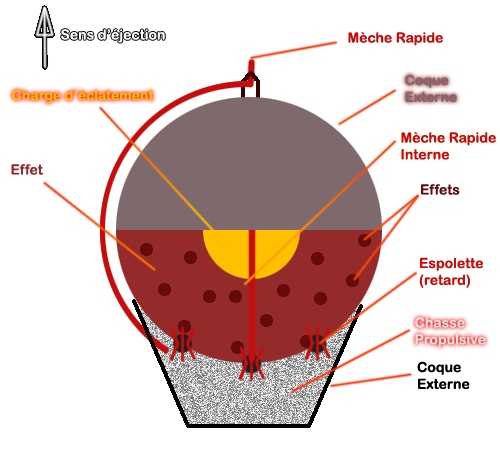
Schéma en section verticale d'une bombe de divertissement.

Il existe plusieurs sortes de pièces pyrotechniques, chacune produisant un effet qui dépend de la composition ou de la structure de l'explosif. Les bombes, bouquets, embrasements, cascades, soleils ou le bouquet final, sont tous construits à partir du même principe.
Les pièces sont soit propulsées – fusées, à la disposition des amateurs – soit lancées par un mortier – plutôt réservé aux professionnels.
La pièce la plus populaire est la bombe. Elle est constituée d'une charge de poudre pour la propulser (la chasse) et d'un dispositif d'allumage à retardement (l'espolette) et de billes de poudres (les étoiles). La disposition des étoiles autour de l'allumeur produit des effets différents donnant des pivoines, des palmiers, des marrons d'air et même des saules pleureurs. Aujourd'hui, afin que les bombes s'étalent encore plus dans le ciel, les écarteurs sont renforcés d'une charge explosive, expulsant ainsi les étoiles sur un rayon beaucoup plus grand. Il existe aussi des bombes à plusieurs étages ayant chacune leur compartiment de propulsion et d'étoiles. L'explosion de chaque compartiment allume le dispositif à retardement du compartiment suivant, donnant plusieurs explosions successives.
Le marron d'air ouvre généralement le spectacle. Il produit surtout un très fort bruit d'explosion.
Variante de la bombe, la comète, propulsée à l'aide d'un mortier, produit une traînée incandescente tout au long de sa trajectoire.
Plus de détails sur les systèmes pyrotechniques dans l'article Pyrotechnie
On rencontre désormais des feux d'artifice donnant une apparence visuelle reconnaissable, le plus souvent des émoticônes en forme de cœur ou de smiley ou encore des étoiles cerclées.

## Couleurs
En fonction des métaux ou sels métalliques et matériaux utilisés (Na, Mg, Al, Si, S, K, Cu, As, Br, Rb, Sr, Sb, Te et Ba), il est possible de varier les couleurs :

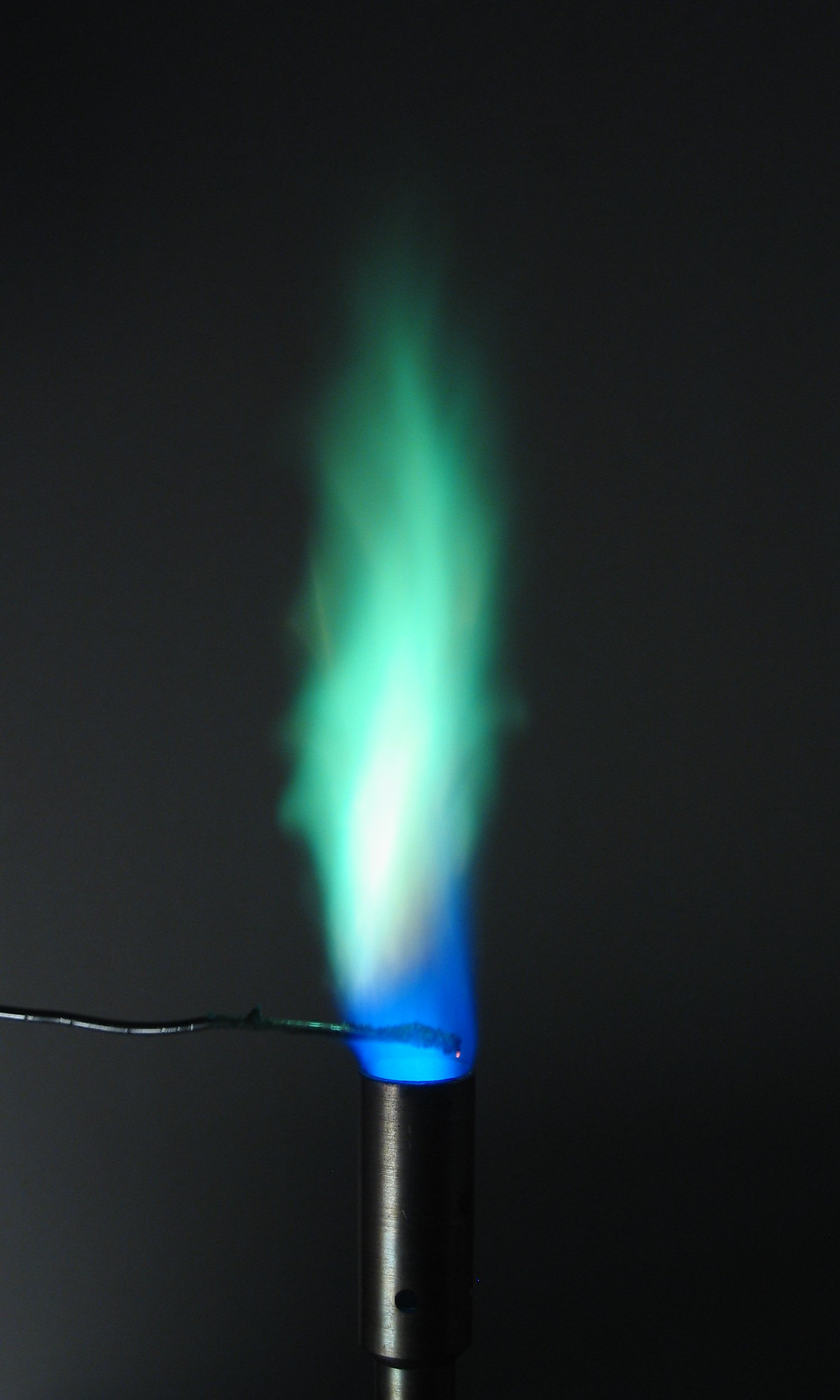
La combustion du cuivre produit une flamme bleu-vert.

| Couleur       | Élément              | Composés possibles |
| ------------- | -------------------- | --- |
| Violet        | Potassium            | Sous forme de nitrate (KNO3) ou chlorate (KClO3) ; ou bien mélange de strontium (rouge) et de cuivre (bleu)             |
| Bleu          | Cuivre               | Sous forme de chlorure (CuCl) ou sulfate (CuSO4)                                                                        |
| Vert          | Baryum               | Sous forme de nitrate (Ba(NO3)2), chlorure de baryum (BaCl2) ou chlorate (Ba(ClO3)2)                                    |
| Jaune         | Sodium               | Sous forme d’oxalate (COONa2), oxyde (Na2O) ou nitrate (NaNO3)                                                          |
| Orangé        | Calcium              | Nitrate de calcium (Ca(NO3)2)                                                                                           |
| Rouge         | Strontium            | Sous forme de nitrate (Sr(NO3)2), hydroxyde (Sr(OH)2), chlorure (SrCl2), oxyde (SrO) ou de carbonates (SrCO3 ou Li2CO3) |
| Blanc         | Magnésium, aluminium | Poudre (Mg, Al) |
| Doré          | Fer, carbone, soufre | Limaille (Fe) et charbon (C, S)                                                                                         |
| Argenté       | Titane, aluminium    | Poudre (Ti, Al) |
| Scintillement | Antimoine            | (Sb) Composé toxique dans toutes ses formes.                                                                            |
| Étincelles    | Aluminium            | Granules (Al) |
| Fumées        | Zinc                 | Poudre (Zn) |

## Compétitions
Il existe plusieurs Compétitions Internationales de Feux d'Artifice sous différents formats (voir la page dédiée).

## Risques, dangers, pollutions, précautions

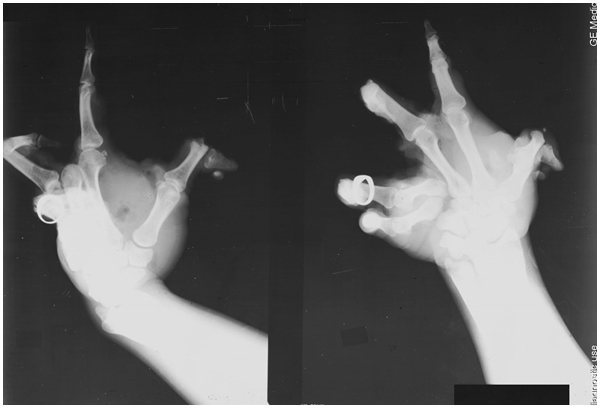
Radiographie d'une main endommagée par l'explosion d'un feu d'artifice bricolé à la maison.

### Dangers
Les feux d'artifice sont assimilables à des explosifs qui en Europe, pour éviter les vols et détournements font depuis avril 2015 l'objet d'une exigence de marquage et de traçabilité, du lieu de production à l’utilisateur final et à son utilisation finale en passant par son stockage et mise sur le marché. Des accidents parfois mortels sont régulièrement signalés, ainsi que des incendies de forêts ou des dégâts sur des bâtiments ou des camions, trains ou navires ou des locaux de stockage de feux d'artifice. Par exemple :
- le 22 mars 2006, le porte-conteneurs coréen Hyundai Fortune a dû être évacué après un incendie en face du Yémen dans le golfe d'Aden. Quelques conteneurs remplis de feux d'artifice ont explosé à la suite d'un incendie accidentel, produisant une brèche de 12 mètres dans la coque et expulsant d'autres conteneurs à la mer. Les artifices n'étaient pas l'origine directe de l'incendie (il s'agirait à priori d'une cargaison d'Hypochlorite de calcium qui aurait réagi en premier à un incendie accidentel), mais les effets liés à ces produits explosifs montrent que, composés de poudres assimilables à la poudre noire, leurs effets sont non négligeables. Le phénomène de décomposition rapide de ces poudres en gaz chaud (connu depuis l'invention des premiers canons) reste un phénomène violent quand il se réalise en milieu confiné.
- en 2015 aux États-Unis il y a eu en un an 11 morts et près de 12 000 blessés par feux d'artifice (record depuis l'an 2000). 9 des 11 décès ont été causés par la manipulation de dispositifs aériens rechargeables (appareils pyrotechniques réservés aux professionnels)[10]. Les morts étaient de jeunes hommes de plus de 20 ans. Les blessés les plus graves étaient le plus souvent de jeunes hommes de 15 à 19 ans, suivis par des enfants de 5 à 9 ans[10]. 65 % environ de toutes les blessures provenaient de dispositifs réputés anodins comme les cierges magiques (dont la température peut atteindre 1 600 °C « assez pour faire fondre certains métaux »), de petites fusées ou des pétards[10].

### Impact environnemental

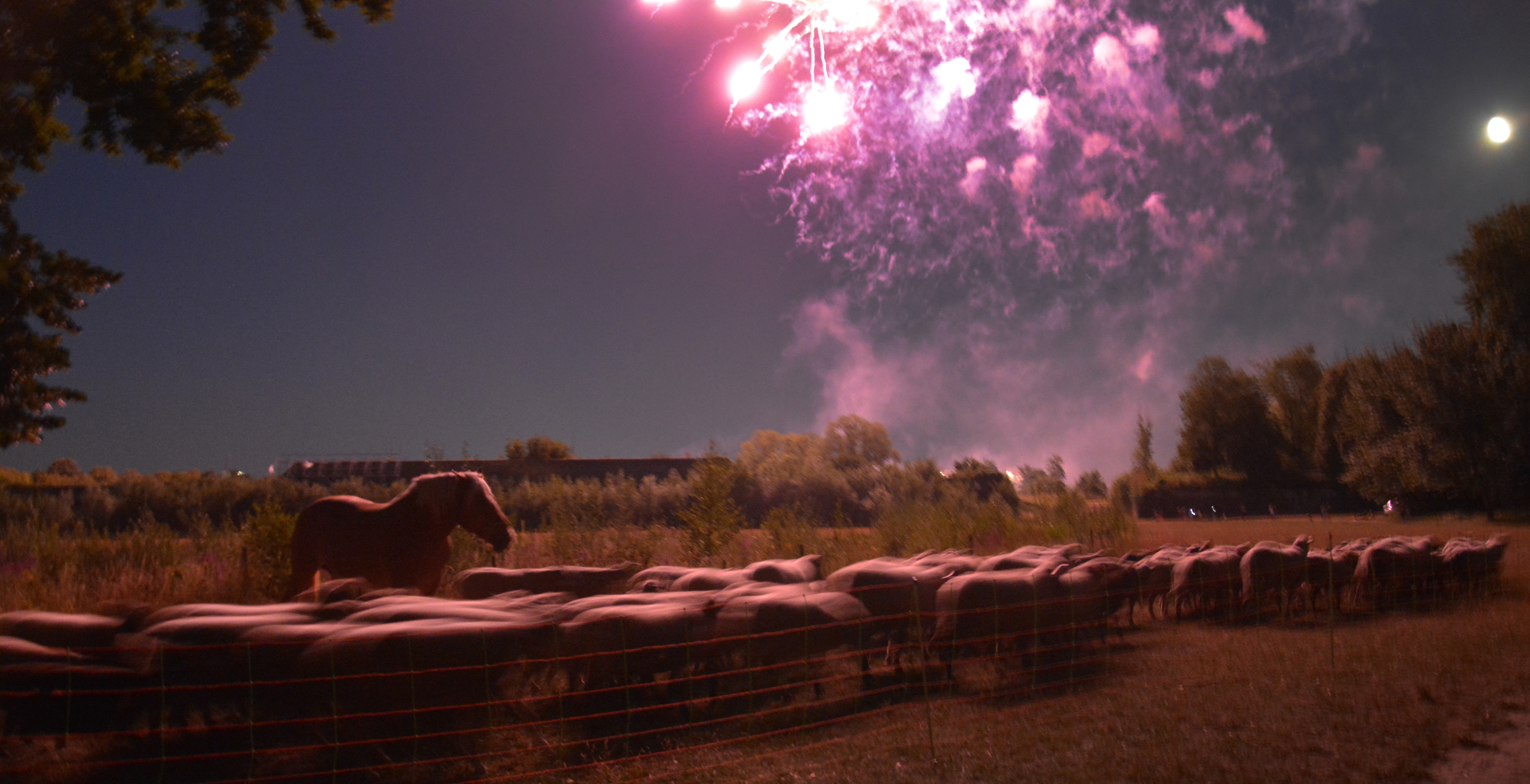
Mouvement de panique déclenché par un feu d'artifice dans un troupeau de moutons et chèvres (incluant des agneaux et femelles restantes), avant une phase d'habituation apparente

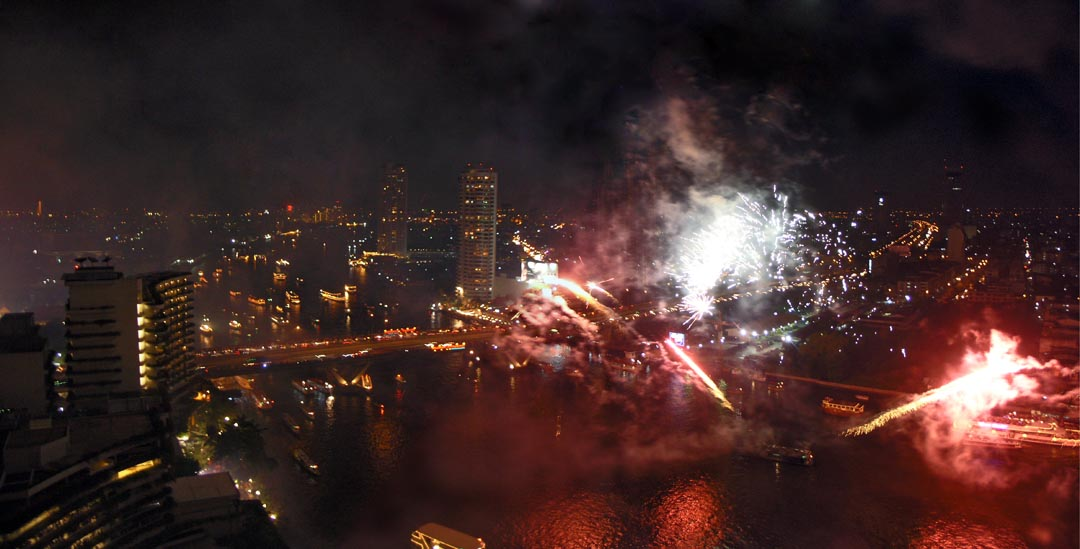
On a montré à Montréal que la fumée d'un feu d'artifice équivalait à une pollution record en particules fines, mais la toxicité de ces fumées sur l'homme, l'enfant ou l'environnement ne semble pas avoir été étudiée.

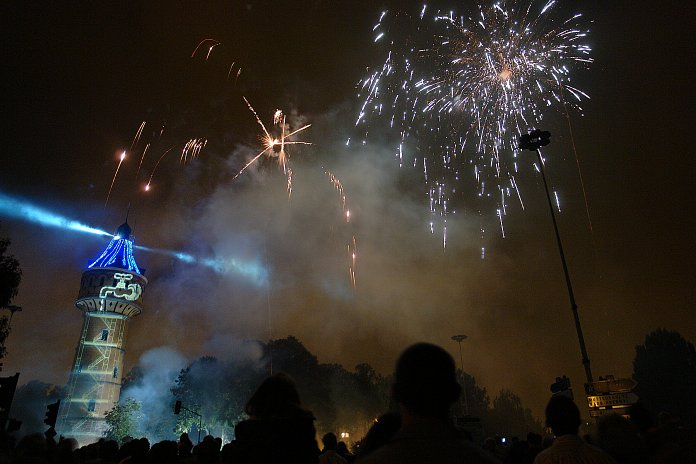
Le rayon bleu matérialise les particules en suspension, contenant une certaine quantité de métaux réputés toxiques.

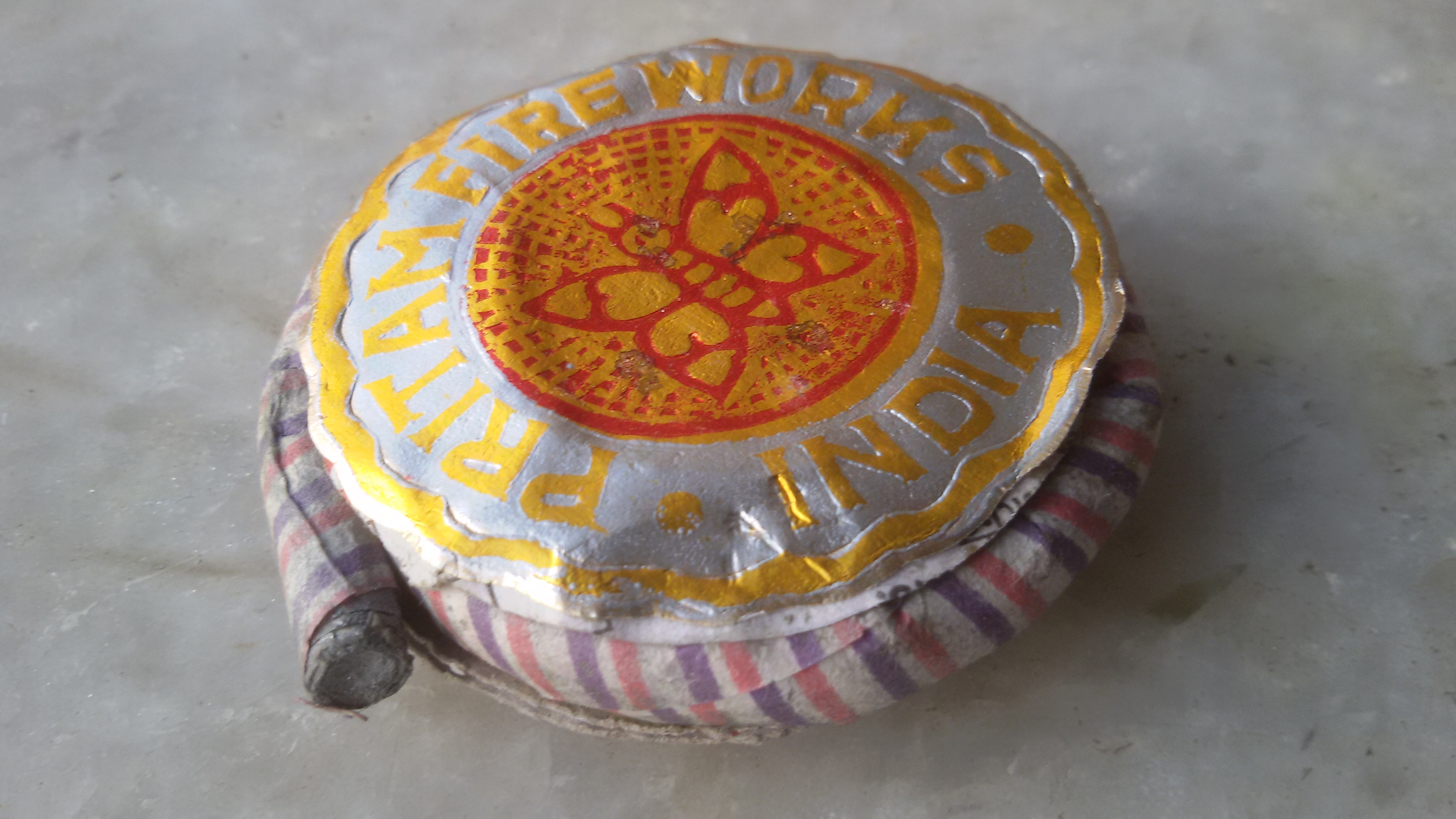
Exemple de petit feu d'artifice individuel, très populaire en Inde, notamment dans l'ouest du Bengale, mais aussi très polluant pour l'air.

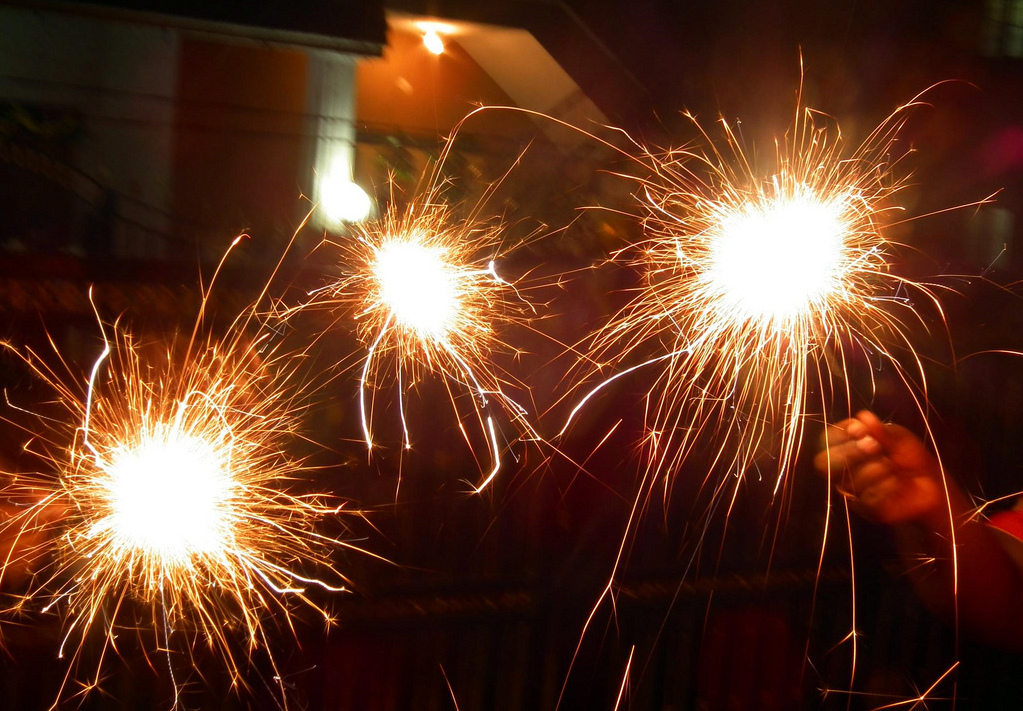
Sparklers, polluants, mais devenus très populaires (ici lors de Diwali en 2010).

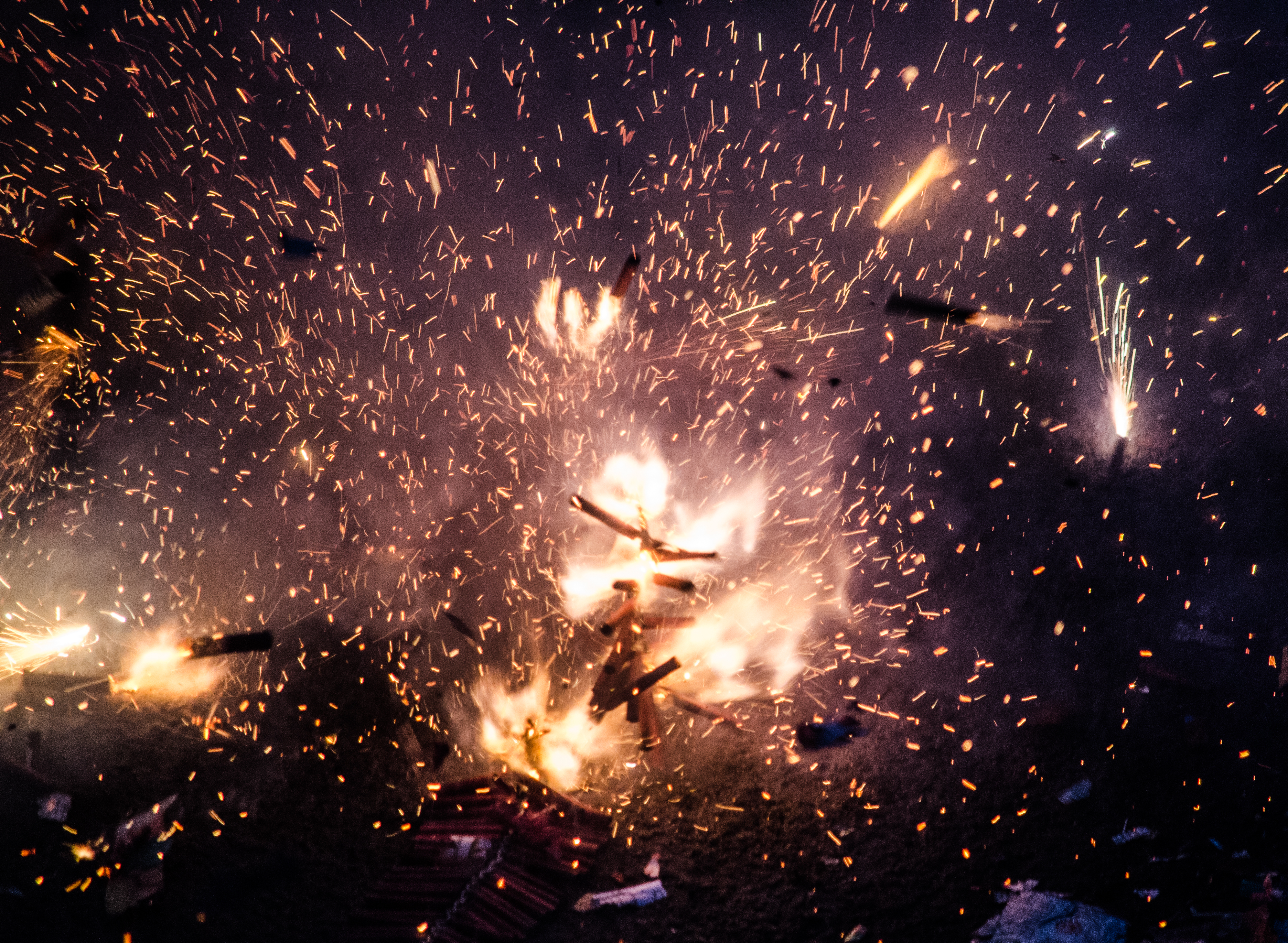
Pétards de fête en cours d'explosion (ici en Inde).

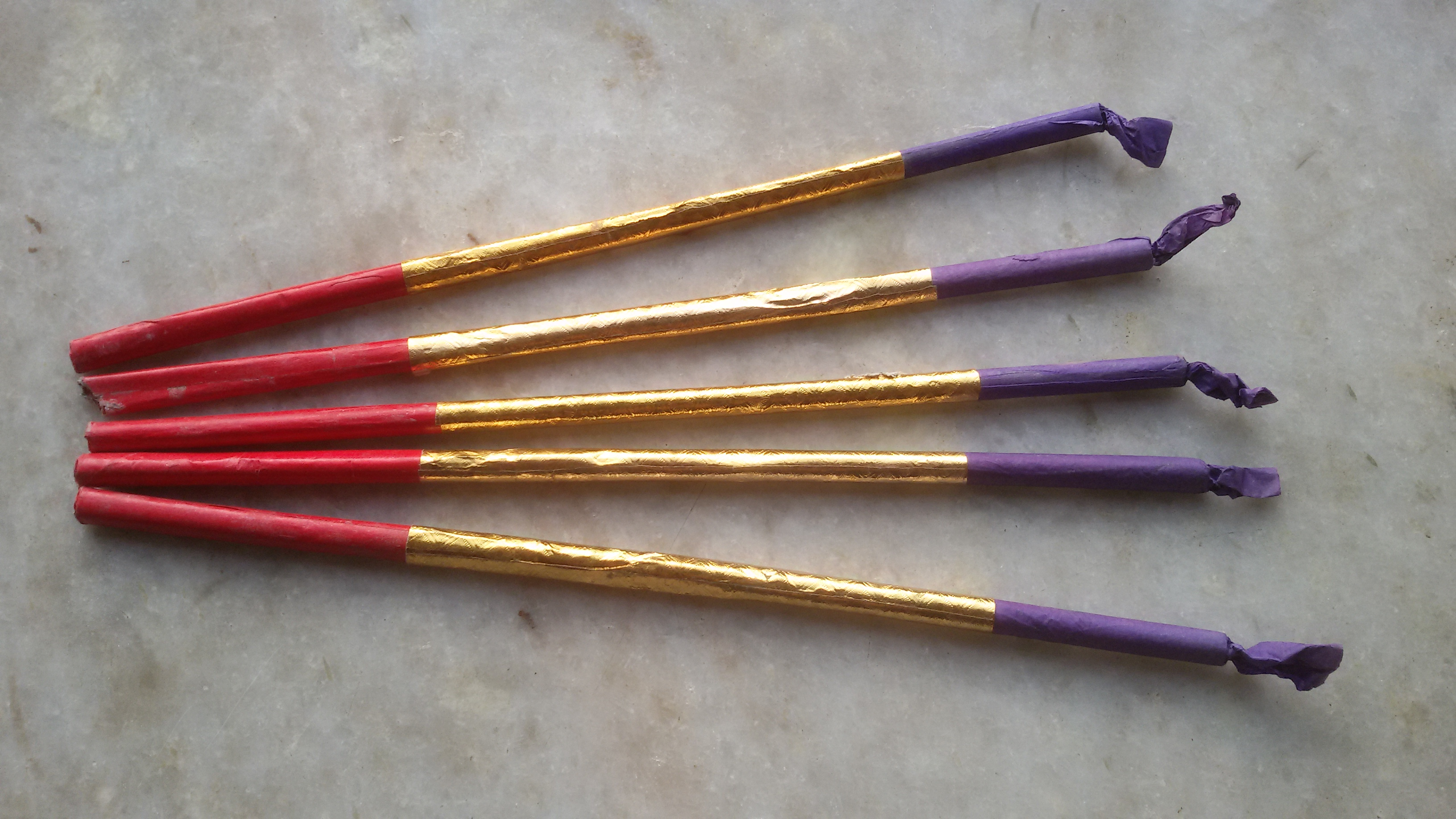
Autre exemple de feu d'artifice individuel, populaire en Inde.

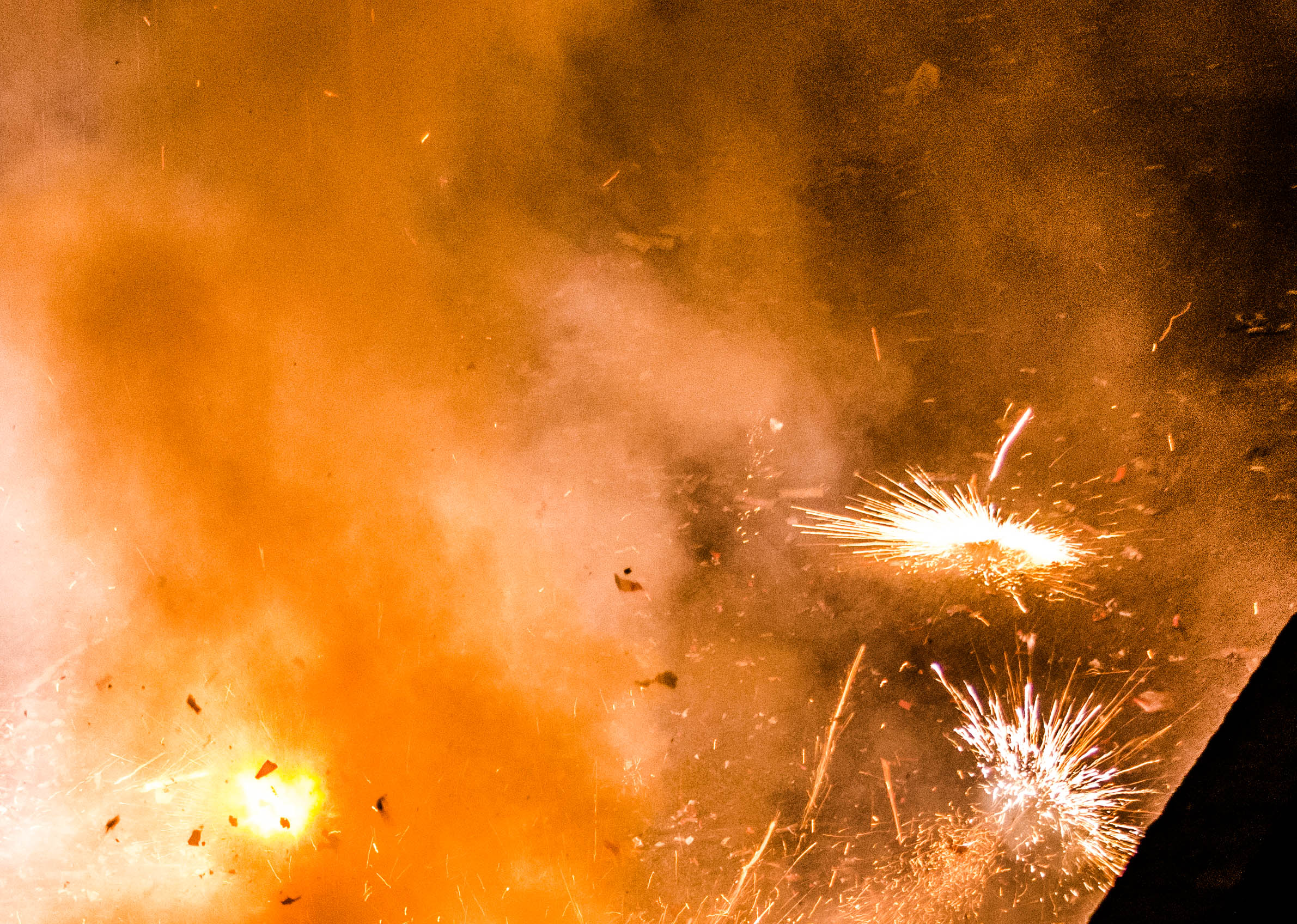
Fumée dense émise par les feux d'artifice lors de la fête des lumières (Diwali).

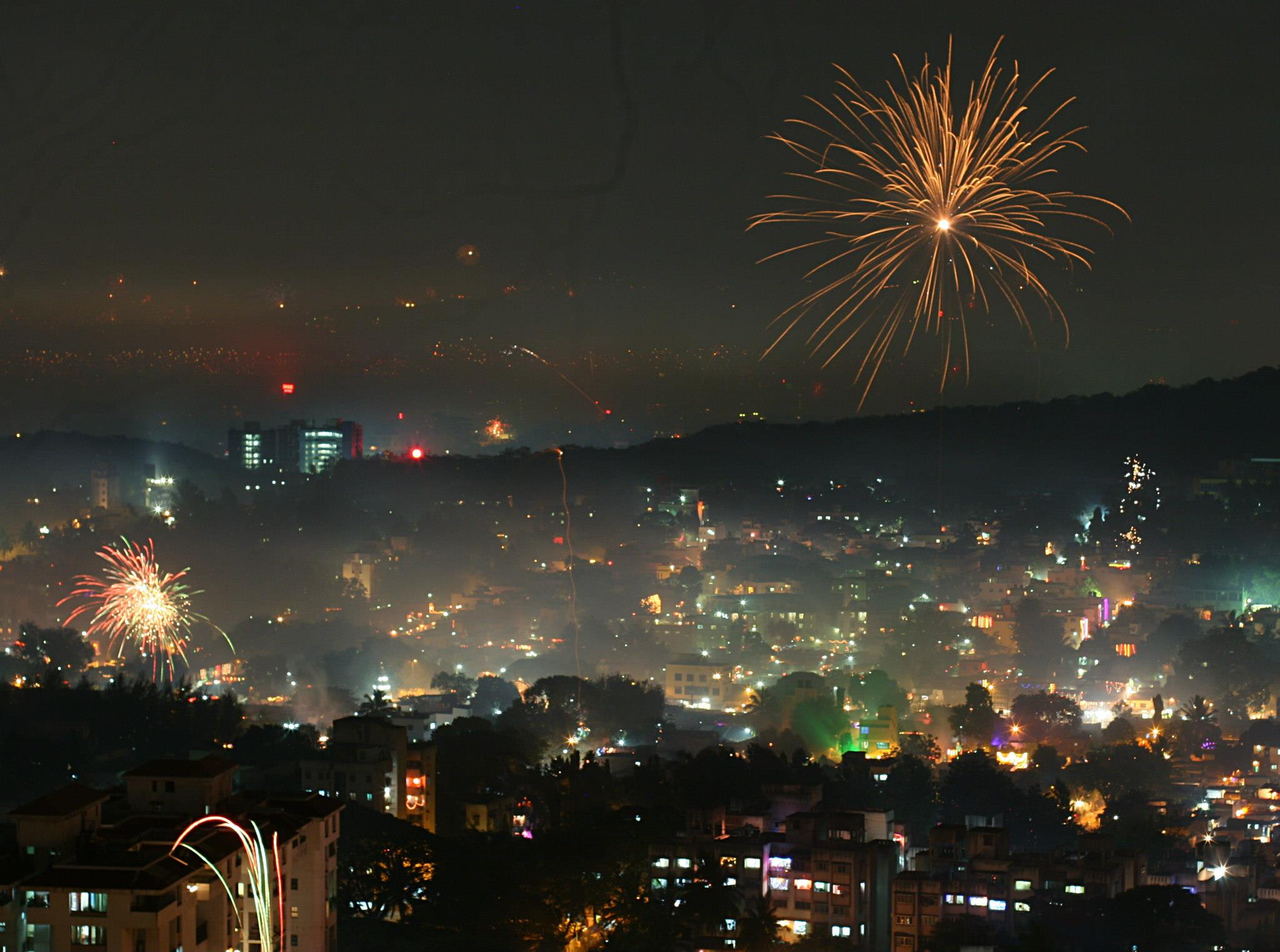
Lors de la fête de Diwali (ou Deepavali) les feux d'artifice alimentent ce jour-là et les jours suivants un nuage de pollution qui s'étend sur une grande partie de l'Inde.

Dans le monde, en moyenne annuelle et comparés à tous les sources de particules fines et autres polluants émis sur une année entière, les feux d'artifice et autres spectacles pyrotechniques arrivent loin derrière les autres sources anthropiques (émissions routières, chauffage, cuisson au feu, centrales thermiques) et les incendies de forêt. Elles ne sont pourtant pas plus négligeables : le taux de particule émises par un feu de bengale ou un feu d'artifice atteint ou dépasse celui de la fumée d'un barbecue (qui atteint lui-même 10 à 100 fois les seuils d'alerte les plus élevés), mais les polluants pyrotechniques sont plus acides et contiennent en outre d'autres polluants (métaux toxiques notamment). La toxicité des émissions pyrotechniques dépend bien plus de la nature des polluants que de leur quantité. Elle dépend de la quantité de poudre noire, du type d'oxydant utilisé, des métaux utilisés pour produire les couleurs recherchées, de la méthode et hauteur de lancement et enfin de la météo. Les grands feux d'artifice génèrent des pics de pollution, qui perdurent parfois plusieurs jours.
Ils libèrent en effet dans la troposphère (basses couches de l'atmosphère) des gaz et des fumées (aérosols de micro- et nanoparticules) pouvant contenir des résidus de nitrates, de sulfates, de perchlorates et de métaux toxiques (et/ou catalytiques) présents à l'état de traces, mais sous forme ionique solubles dans l'eau et inhalable,,,,,,,, ; conjointement à de nombreux produits classés toxiques et/ou polluants. En particulier, ils libèrent sous forme de particules inhalables des molécules ou composés de baryum, de strontium, d'antimoine et d'autres métaux alors largement dispersés dans l'air. Ces éléments peuvent rester dans l'air 24 heures après les tirs.
Ces métaux non dégradables sont susceptibles d'être inhalés à faibles doses par le public, les animaux et/ou de retomber dans les cours d’eau près desquels a lieu le spectacle pyrotechnique (car les concepteurs de spectacles pyrotechniques apprécient la proximité de la mer ou de plans d'eau pour profiter de l'« effet miroir » qu'ils offrent et pour des raisons de sécurité et de canalisation du public).
Ces divertissements sont aussi une source de pollution sonore et lumineuse qui stressent la faune sauvage, notamment les animaux liminaires, les chevaux, les chiens, les chats, ou les oiseaux. Paniqués par les détonations, nombre d'oiseaux diurnes se mettent tous à décoller et sont désorientés (orientation erratique, changeante des individus, notamment des juvéniles) ou entrent en collision entre eux (par exemple les étourneaux, espèce grégaire) ou avec des obstacles (arbres, bâtiments), ce qui a un impact sur leurs populations (épuisement, blessures, mortalité massive),.

### Pollution complexe et en évolution
Les poudres pyrotechniques contiennent de nombreux métaux et métalloïdes,,,, , dont certains se comportent aussi comme des catalyseurs qui complexifient les réactions chimiques lors des explosions et combustions. De plus une pollution photochimique complémentaire peut intervenir dès la journée du lendemain si le soleil est présent ou si les nuages laissent passer les UV solaires. Ces deux phénomènes contribuent à produire des « polluants secondaires » (C5H6O42-, C3H2O42-, C2O42-, C4H4O42-, SO42-, NO3-) qui selon une étude publiée en 2007 « étaient plus de cinq fois plus élevés lors de la fête des lanternes en Chine qu'en temps normal ». Des hydrocarbures polychlorés sont aussi produits. Les nitrates et sulfates qui se forment ainsi respectivement par oxydation des NO2 et de manière catalytique à partir du SO2 sont à la fois eutrophisants et acidifiants. Depuis les années 2000-2010 de nouveaux composants sont apparus pour produire de nouvelles couleurs et des couleurs plus vives, parfois presque fluorescentes ou électriques (par ajout par exemple d'alliages de magnésium et l'aluminium magnalium. On voit aussi apparaître des bleus intense qui n'existaient pas). Il n'y a pas de législation qui impose une étude de risques toxicologiques ou écotoxicologiques pour ces composés.
En 2013, des analyses de l'air faites à Vienne lors d'un feu d'artifice ont mis en évidence qu'un fabricant faisait un usage pyrotechnique volontaire et illégal d'arsenic.

### Lente prise de conscience
En 1975, Bach et ses collègues s'inquiètent des effets sanitaires des spectacles pyrotechniques, constatant qu'à Oahu (Hawaii), ils accroissent de 300 % en moyenne la pollution particulaire de l'air, et que la norme de qualité de l'air pour 24 heures à Hawaï peut alors être dépassée de 170 %. Il peut accroître de 700 % la pénétration de particules inférieures à 4,7 μm dans les poumons. De plus le nombre de décibels atteint 117 dBA, dépassant toutes les recommandations médicales, et les limites légales du pays. Une chute de 8 % de la fonction pulmonaire accompagne la fête, mais elle est jugée statistiquement non significative. Inversement les consultations pour maladies respiratoires durant la période des feux d'artifice s'élevaient dans ce cas très significativement (+ 113 %).
En 1984, G. Plimpton confirme le problème et on comprend peu à peu qu'il est sous-estimé dans le monde.
L'été 2002, l'un des trois records horaires de pollution par des particules fines (PM) jamais mesurées à Montréal par le RSQA (162 µg/m3) correspond à une soirée où (à 22 h) le vent soufflant dans une direction inhabituelle a poussé la fumée d'un tir de grand feu d'artifice exécuté sur l’île Sainte-Hélène vers l'une des stations de mesure de la pollution de l'air qui a révélé une forte pollution particulaire.
En 2003, en Inde, une étude fait à Hisar montre que les éléments pyrotechniques de la fête de Diwali y triplent la pollution de l'air pour les PM10 et le total des particules en suspension. La même année l'OMS rappelle que l'exposition aux particules (PM) affecte la santé (effets principalement cardiovasculaires et respiratoires).
En 2006, des pêcheurs craignent que des tirs répétés sur les mêmes sites ne finissent par contaminer les sols ou milieux aquatiques. Et un peu partout dans le monde, des scientifiques mesurent et signalent des effets similaires ou pires, dont en 2006 en Allemagne à Mainz ; en 2007 en Espagne et plus encore en Chine à Pékin ; en 2008 en Italie à Milan ; en 2008 en Inde à Lucknow et en 2011 à Delhi ou en 2013 à Kolkata ; dans l'île de Malte en 2010 ; en 2012 aux États-Unis, en 2015 en Inde à Pune.
Dans tous ces cas, le risque d’asthme et de sensibilité à certains polluants de l'air augmente, notamment dans les zones urbaines polluées, ces problèmes peuvent être aggravés par l'inhalation des retombées de feux d'artifice.

### Accidentologie
Les grands accidents industriels sont étudiés pour formuler des retours d'expérience, dont par une étude conduite dans le programme d'étude CHAF, financé par l'Union européenne, pilotée par des organismes gouvernementaux néerlandais (TNO) et allemand (BAM). Ainsi :
- En 2004, à Kolding (Danemark), près de 285 tonnes d'artifices stockés (dans des conditions qui seraient jugées illégales en France) ont brûlé durant 2 jours malgré les efforts de 400 pompiers aidés par la police et des artificiers de l’armée. Une épaisse fumée est générée et des débris retombent dans un rayon d'un kilomètre. L'accident fait un mort, trois blessés graves et 13 légers ; 450 maisons et 11 entreprises sont détruites ou endommagées (dommages estimés à environ 100 Millions d'euros). Les enquêteurs sont surpris par la violence des explosions des artifices « car les conteneurs ne contenaient que des feux d’artifices provenant de Chine et théoriquement classés 1.3G (sans risque d’explosion) ». « Un morceau de mur en béton de 2 m² et de 15 cm d’épaisseur, pesant une tonne, sera retrouvé à 150 m »[45],[46] ;
- En mai 2000, à Enschede (Pays-Bas), plusieurs centaines de tonnes d'artifices de divertissement brûlent et explosent dans des dépôts durant plusieurs dizaines d'heures. Plus de 900 échantillonnages de sang et d'urine faits sur les populations potentiellement exposées aux fumées de l'incendie n'ont pas mis en évidence d'augmentation des taux urinaires de Ba, Cd, Cr, Cu, Ni, Pb, Sb, Sr, Ti, Zn. De même les carottages de sol faits le jour de l’accident et les suivants n'ont pas montré de pollution supplémentaire (voir à ce sujet les fiches des accidents de la base ARIA du BARPI, site internet de l'un des services du ministère de l'environnement). Les photos du dossier montrent que la fumée s'est élevée très haut en altitude ; l'étude n'a pas cherché à mesurer d'éventuelles retombées distantes ni la pollution dans le nuage. À Enschede les explosions ont tué 22 personnes (dont 4 pompiers) et 3 n'ont pas été retrouvées - 974 personnes ont été blessées, dont 50 gravement et le quartier (500 maisons environ) a été rayé de la carte (dégâts matériels estimé à 500 millions d'euros). Les 2 responsables de l'entreprise ont été jugés coupables et emprisonnés en 2002, et les 3 519 victimes ont reçu un total de 8,5 M€ de dédommagement ;
- en Italie, heureusement dans une zone rurale, un dépôt brûle et explose. Là « des produits chimiques, utilisés pour la préparation des artifices, sont retrouvés dans les sols aux alentours du site. Des nuages de produits chimiques toxiques gazeux ont été émis pendant les explosions »[47].

### Outils de mesure
Outre les analyses isotopiques, les taux de potassium ou les proportions de certains métaux et éléments chimiques (ex : rapport Mg/Al) trouvés dans l'air pendant et après un feu d'artifice permettent de savoir quelle part des polluants associés provient de la pyrotechnie et du fonds "normal" de la pollution de l'air.
En Chine, lors de la nuit de la fête des lanternes, on a ainsi prouvé que plus de 90 % du total des particules minérales de l'air, 98 % du plomb, 28 % du zinc, 8 % du nitrate, 3 % des ions SO42- et 43 % du carbone total des PM2.5 provenaient uniquement des feux d'artifice.

### Gaz de combustion
Là où ils sont souvent ou massivement émis, ils peuvent contribuer au phénomène de pluies acides ou d'acidification de l'air, en partie tamponnés[réf. nécessaire] par certains résidus de poudre noire et de métaux qui sont plutôt basiques.
Il ne semble pas y avoir eu d'études poussées sur l'hypothèse d'effets écotoxicologiques mais des indices de contamination du milieu naturel pourraient être évalués (par exemple en utilisant un test d’inhibition de croissance d’algue) via l'analyse d'organismes filtreurs ou des indices évocateurs apportés par les stations d'alerte et de mesure de la pollution de l'air.

### Le perchlorate

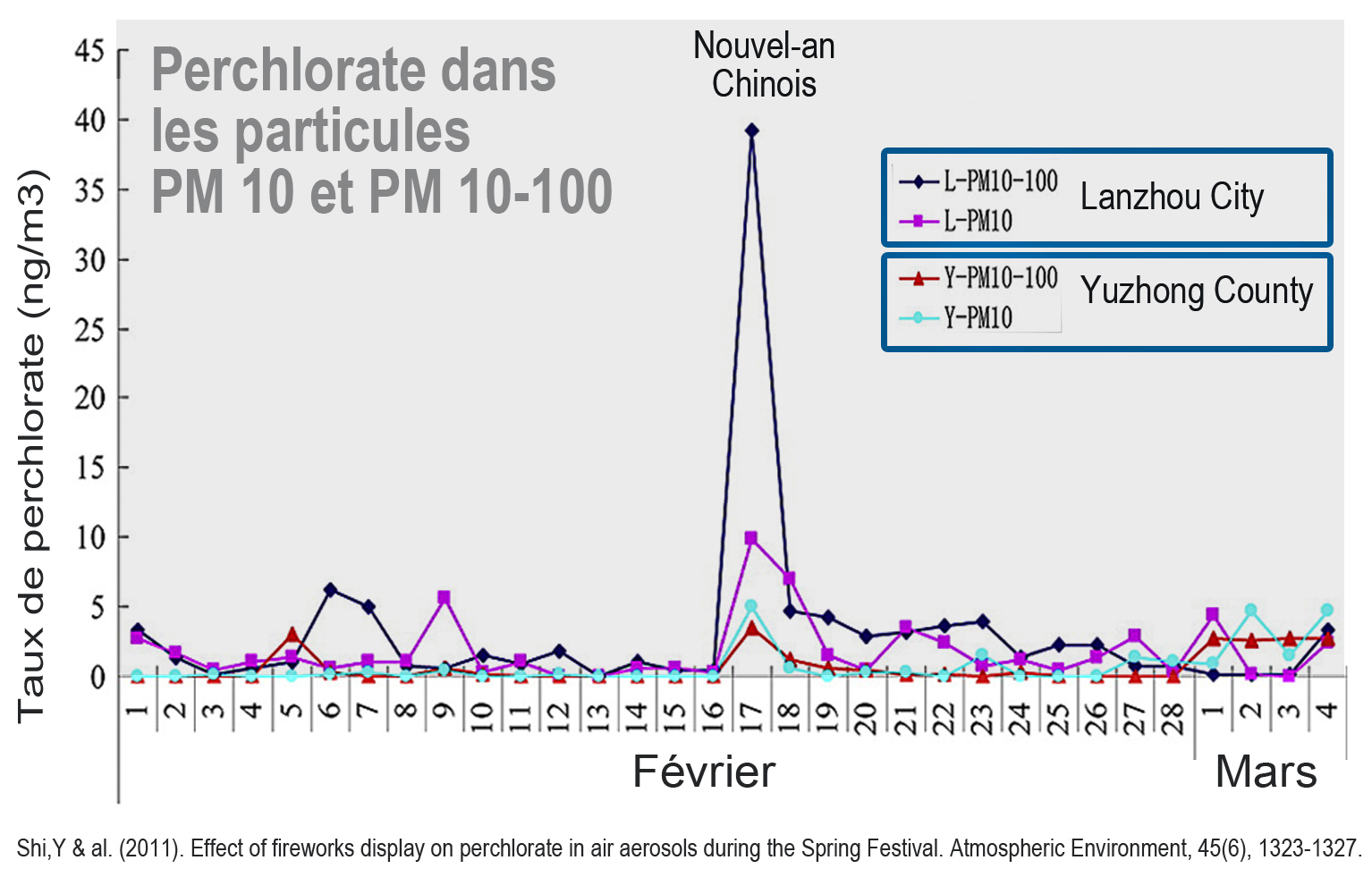
Plusieurs pics de perchlorate inhalable (PM10) et de perchlorate retrouvé dans les particules plus grosses (PM10 à PM100) ont été enregistrés durant et après les feux d'artifice marquant la fête du Nouvel An chinois (18 février 2007), ici d'après les analyses d'air faites dans la Ville de Lanzhou et dans le Comté de Yuzhong dans la Province du Gansu en Chine.

Très utilisé par la pyrotechnie et retrouvé dans l'air pendant et après les feux d'artifice, c'est un sel de l'acide perchlorique très soluble dans les pluies, brumes, rosées et eaux de surface ; il gagne ensuite facilement la mer ou les eaux souterraines et peut être ingéré par des animaux ou l'Homme. Même à faible concentration dans l'eau il cause des déficits neurodéveloppementaux importants et le goitre chez les nourrissons et les enfants en empêchant la thyroïde de bien fixer l'iode dont elle a besoin. Pour la même raison il peut aussi nuire à la régulation du métabolisme de l'adulte, ce qui en fait un perturbateur endocrinien problématique. Beaucoup de pays n'ont pas édicté de normes sur ce polluant pourtant déjà très présent. Dans les années 2000-2010, quelques États ont commencé à fixer des objectifs de santé publique, ou des niveaux d'intervention (ex. : États-Unis avec l'Environmental Protection Agency (EPA) pour l'eau potable, et la Californie qui a publié des directives sur son utilisation.
Depuis les années 2010, la France s'inquiète de sa présence fréquente dans les zones très touchées par les deux guerres mondiales.
Une étude récente a dosé le perchlorate résiduel retrouvé dans les aérosols issus de feux d'artifice sur les particules inhalables (PM10) et des particules plus grosses (PM10 à 100). Ces mesures ont été faites en février 2007 (mois où se déroule la Fête du Printemps, le 18 février). Des perchlorates ont effectivement été retrouvés dans presque tous les échantillons, à des doses allant de la limite de détection à 39,16 ng m-3. Les auteurs concluent que « les feux d'artifice utilisés lors de la Fête du Printemps peuvent entraîner une augmentation des niveaux de perchlorate » dans l'environnement.

### Phénomène en augmentation

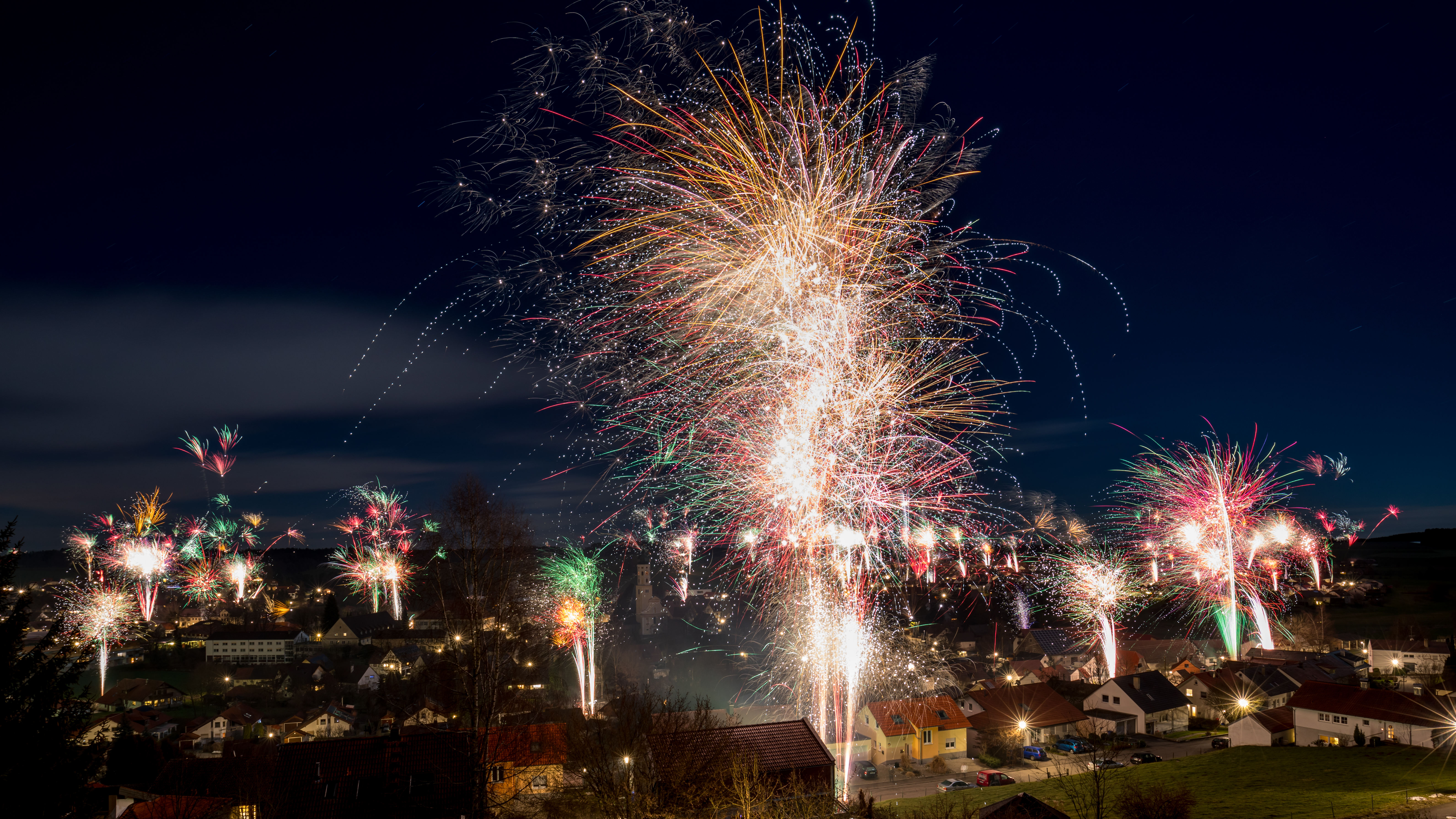
Malgré tous les appels à la prudence, il est d'usage en Allemagne de fêter le nouvel an par des feux d'artifice spontanés. Ici, dans le petit village de Eberhardzell. 1 janvier 2018.

Le nombre et l'importance des spectacles pyrotechniques augmentent régulièrement.
C'est notamment le cas à l'occasion des grandes fêtes telles que le nouvel an chinois ou chrétien, la fête des lanternes en Chine ou à Taïwan, la Fête nationale française (dizaines de milliers de feux d'artifice), le Canada Day, le Bonfire Night au Royaume-Uni, l'Independence Day aux États-Unis, (en moyenne calculée sur plusieurs années à partir de 315 sites de mesures, la pollution particulaire augmente de +42 % dans le pays (+ 370 % des PM2,5 près d'un feu d'artifice durant 24 heures), avec par exemple en 2013 environ 14 000 feux d'artifice tirés en une nuit, soit 88 % de tous les feux d'artifice de l'année aux États-Unis), la grande fête de Diwali en Inde…).

## Le droit et les feux d'artifice

### Chronologie non exhaustive
Les organisateurs et artificiers sont tenus de respecter la réglementation internationale, nationale et locale sur les explosifs et dispositifs pyrotechniques, ainsi sur l'organisation des grands spectacle et rassemblements. Les fusées de détresse ne doivent pas être utilisées lors des feux d'artifice. De nouvelles questions se posent concernant les risques sanitaires et la pollution d'origine pyrotechnique.
Fin 1989, Hafner Rudolf dépose devant le parlement suisse une motion rappelant que « certains composants des feux d'artifice appartiennent aux classes de toxicité 2 et 3 et polluent l'air et le sol », demandant des études et des précautions, notamment l'utilisation de petits feux d'artifice par le grand public.
Aux États-Unis, en 2007, pour ne pas devoir les interdire ou les considérer comme susceptibles d'être poursuivis en justice, l'EPA a proposé de considérer les feux d'artifice qui sont une tradition culturelle (citant l'Independance Day, le Nouvel An chinois et Diwali) en tant qu'événements exceptionnels (comme des éruptions volcaniques) non susceptibles de donner lieu à des poursuites judiciaires. L'EPA néanmoins encourage chaque État « à prendre des précautions raisonnables pour minimiser l'exposition du public aux feux d'artifice, à explorer l'utilisation de feux d'artifice moins polluants, à gérer les activités associées pouvant avoir des impacts significatifs sur la qualité de l'air là où elles se déroulent », et précise que « ces précautions peuvent inclure l'alerte du public quant aux risques à court terme pour la qualité de l'air induits par les grands feux d'artifice ; la prise en compte des vents dominants ; et la localisation des expositions sous le vent ». Pour ces raisons, « quand les États peuvent démontrer que le feu d'artifice faisait partie intégrante d'événements culturels traditionnels nationaux, ethniques ou culturels importants » l'EPA a « proposé que les données sur la qualité de l'air soient exclues ». Selon l'EPA qui a soumis cette proposition à avis, « Plusieurs commentateurs ont estimé que les feux d'artifice ne sont ni un événement exceptionnel ni un événement naturel et que l'EPA ne devrait pas prendre des dispositions pour que les feux d'artifice soient dérogatoirement exclus de la réglementation en tant qu'événement exceptionnel ».
En 2017 en Inde, bien qu'il s'agisse d'un événement culturel et traditionnel majeur, la justice a interdit certains pétards, feux d'artifice et feux de Bengale pour les fêtes de Diwali, en raison des graves pics de pollution qu'ils ont généré les années précédentes (pics mesuré par des études scientifiques qui ont évalué la masse d'aérosol libérés, leurs types et propriétés optiques et leur distribution verticale). Durant ces cinq jours de fête dont le troisième jour (« Bari Divali » ou « la grande Divali ») est consacré à la déesse Lakshmi est le plus important non seulement les grandes villes, mais l'ensemble du pays subissent une forte augmentation de la pollution de l'air. Le nuage de pollution est encore mesurable les jours suivants. La vaste plaine indo-gangétique où vivent des centaines de millions de personnes est particulièrement touchée. La pollution de l'air des villes augmente alors (de 56 à 121 %) par rapport à la concentration de fond (déjà élevée), dépassant parfois de plus de 100 fois les seuils américains fixés par l'EPA. Dans les années 2000 le smog de pollution pyrotechnique est visible de satellite (suivi par Aqua et Terra-MODIS), en plus d'être détecté par la plupart des stations de surveillance de l'air au sol. Le niveau des PM 2,5 et de noir de carbone en suspension dans l'air augmente les jours de fête le jour même de Diwali, alors que les PM 10 croisent le plus les jours suivants. Les éléments détectés en quantité anormale dans les retombées (K, Ba, Sr, Cd, S, Ti, Mg, Cu, V, Cl, Bi, Ga, Pb et P) incriminent clairement les feux d'artifice même si d'autres sources (millions de bougies et lampes à huile s'y combinent pour le noir de carbone, le CO et le CO2). La pollution spécifiquement induite par Diwali a maintenant une échelle continentale. Et Diwali est aussi célébrée au Népal (à population majoritairement hindoue) et dans plusieurs pays où vivent d'importantes communautés indiennes (Malaisie, Singapour ou Afrique du Sud mais son effet sur l'air n'y a pas été étudié. En 2008 et 2009 à Delhi, les taux de PM10 et PM2.5 ont grimpé durant une semaine (semaine de Diwali) atteignant 767 μg m−3 en 2008 et 620 μg m−3 en 2009 avec une augmentation corrélative et remarquable des taux de composés typiques des résidus de feux d'artifice.

### Alternatives
Des métaux comme le plomb ou le mercure (sous forme de fulminate de mercure encore présents dans certains pétards) présentent une toxicité indéniable et devraient théoriquement être interdits, ils semblent encore présents dans certains composants pyrotechniques mais en régression. L'EPA encourage depuis 2007 des alternatives moins toxiques. En 2009, des entreprises américaines mettant sur le marché des feux d'artifice ont affirmé travailler avec des fabricants chinois pour mettre au point des fusées moins polluantes pour notamment y réduire le perchlorate (puis peut-être un jour l'éliminer).
De leur côté, les militaires cherchent aussi à produire des « munitions vertes », des fusées éclairantes et fumigènes moins polluants (sans perchlorates ni chlore notamment). Mi-2012, la division "Pyrotechnics Technology and Prototyping" de l'armée américaine a annoncé disposer de substituts selon elle plus écologiques aux nitrates, chlorates ou perchlorates utilisés dans les feux d'artifice (et dans les munitions de chasse ou militaire). Deux substances candidates sont le periodate de sodium et/ou periodate de potassium, qui sont l'équivalent d'un perchlorate où les atomes de chlore sont remplacés par des atomes d'iode. Il reste à démontrer que ces molécules ne poseront pas de problème de perturbation endocrinienne ou autre. Des universitaires de Munich ont produit des bleus encore plus vifs avec du bromure de cuivre, sans composés chlorés (bromate de cuivre [Cu (BrO3) 2] comme oxydant et hexamine comme combustible). En 2014, un laboratoire de recherche militaire sur les explosifs a proposé un composé émettant une lumière verte très intense, à base de tris (2,2,2-trinitroethyl) borate et de carbure de bore, il surpasse selon eux le baryum. Par contre les rouges facile à produire avec des composés de strontium toxiques n'ont pas encore d'alternative écologiques.
La pollution visuelle liée aux restes de douilles en carton qui jonchaient autrefois les plages et autres aires de tir est réglée par l'utilisation de contenants en polymères brûlant entièrement (ex. : polybutadiène, à terminaison hydroxyle).
Le feu d'artifice du nouvel an à Bangkok en Thaïlande a utilisé une alternative écologique à base de riz gluant thaïlandais.

### Usage détourné
Certaines pièces d'artifice, à l'instar des bombes et fusées, sont détournées de leur usage prévu. En effet, dans certains quartiers sensibles, ils sont notamment utilisés en tir tendu envers les pompiers et policiers, entraînant des blessures plus ou moins graves. Par conséquent, le ministre de l'Intérieur Brice Hortefeux a annoncé en septembre 2009 la vente sous conditions des bombes d'artifice (lancées à partir de mortiers) au grand public, seuls les professionnels, titulaires du certificat de qualification (F4T2 niveau 1 ou Niveau 2) pourront s'en procurer.
Cette interdiction est ré-officialisée le 31 mai 2010 par le Décret no 2010-580 portant règlementation des artifices de divertissement (le premier décret instaurant cette vente sous condition d'agrément préfectoral ayant été jugé illégal par le conseil d'État). Ce décret conditionne la mise en œuvre de tout artifice des groupes C2 et C3 conçu pour être lancé par un mortier à l'obtention préalable, sur simple demande, d'un agrément préfectoral. L'interdiction de détention ne touche pas ceux qui les ont acquis avant la date du décret.
Le 12 octobre 2020, à la suite de l'attaque par une quarantaine d'individus du commissariat de Champigny-sur-Marne, dans le quartier sensible du Bois-l'Abbé, le ministre de l'intérieur Gérald Darmanin envisage d'interdire, par une loi, la vente au public, sur internet, des mortiers d'artifice qui seront considérés comme « des armes par destination ».

### Législation

#### Textes réglementaires (en France)

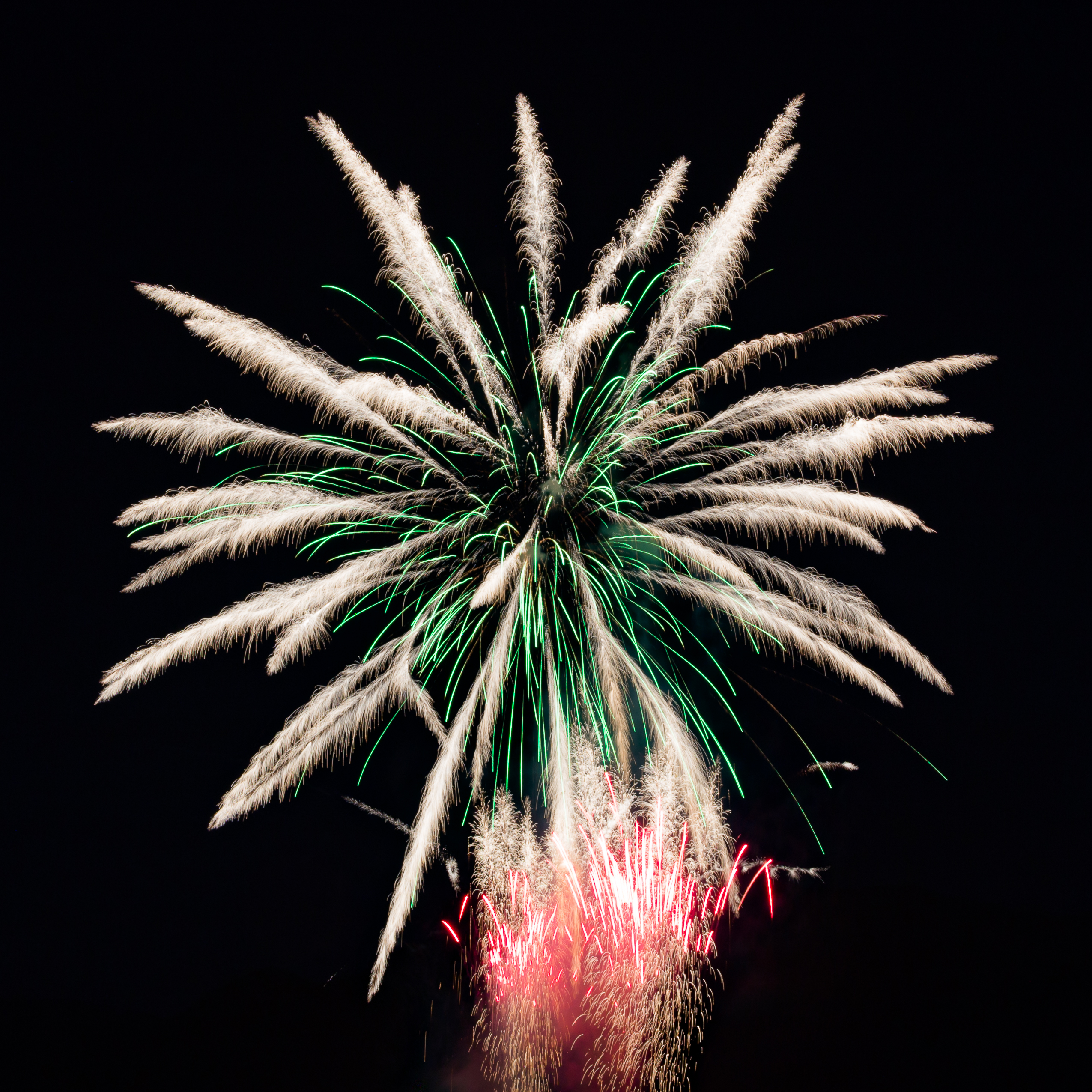
Fête du lac à Annecy (France).

Rappel des principaux textes réglementaires français concernant le tir de feux d'artifice :
- Code de l'environnement, chapitre VII du titre V du livre V :
  - partie législative : articles L. 557-1 et suivants[67]
  - partie réglementaire : articles R. 557-1-1 et suivants, notamment R. 557-6-1 à R. 557-6-14[68] pour les produits explosifs
- Texte Décret no 2010-455 du 4 mai 2010[69] relatif à la mise sur le marché et au contrôle des produits explosifs. Il classe les pièces d'artifice en différentes catégories (les certifications C1,C2,C3 sont en train de remplacer les anciens agréments K1 K2 K3 K4 que l'on peut encore rencontrer, et qui ne coïncident pas) :
  - Artifices de divertissement :
    - Catégorie F1 : artifices de divertissement qui présentent un danger très faible et un niveau sonore négligeable et qui sont destinés à être utilisés dans des espaces confinés, y compris les artifices de divertissement destinés à être utilisés à l'intérieur d'immeubles d'habitation ;
    - Catégorie F2 : artifices de divertissement qui présentent un danger faible et un faible niveau sonore et qui sont destinés à être utilisés à l'air libre, dans des zones confinées ;
    - Catégorie F3 : artifices de divertissement qui présentent un danger moyen, qui sont destinés à être utilisés à l'air libre, dans de grands espaces ouverts et dont le niveau sonore n'est pas dangereux pour la santé humaine ;
    - Catégorie F4 : artifices de divertissement qui présentent un danger élevé et qui sont destinés à être utilisés uniquement par des personnes ayant des connaissances particulières, telles que définies à l'article 28 du décret (normalement désignés par l'expression « artifices de divertissement à usage professionnel ») et dont le niveau sonore n'est pas dangereux pour la santé humaine.

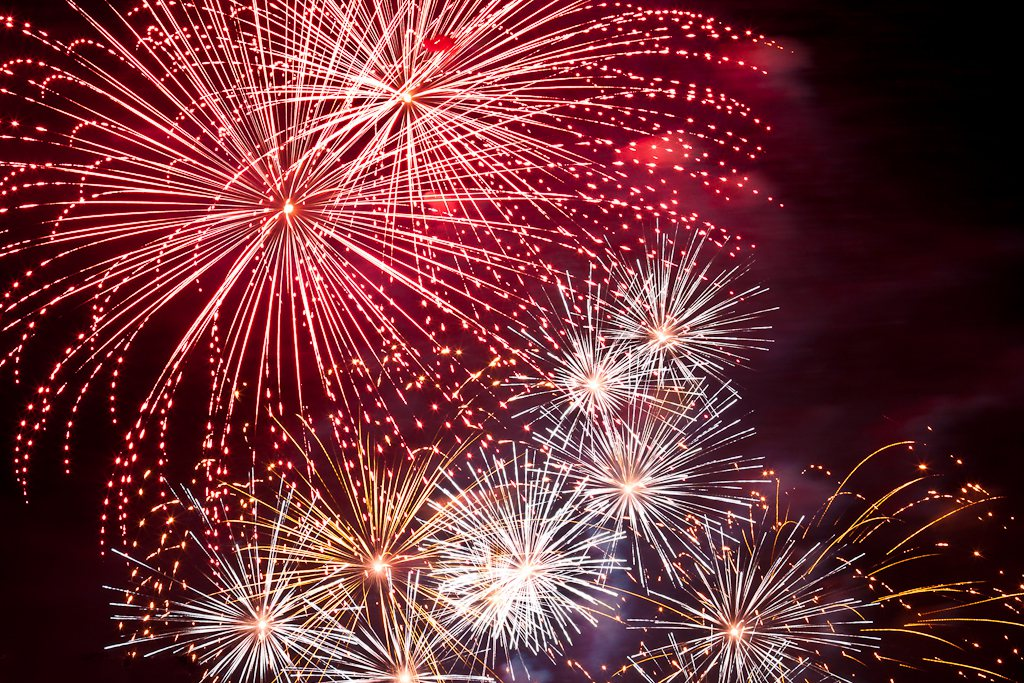
Feu d'artifice au festival international d'art pyro-mélodique de Royan (France).

- - Articles pyrotechniques destinés au théâtre :
    - Catégorie T1 : articles pyrotechniques destinés à être utilisés en scène qui présentent un danger faible ;
    - Catégorie T2 : articles pyrotechniques destinés à être utilisés en scène, uniquement par des personnes ayant des connaissances particulières, telles que définies à l'article 28 du décret.

  - Autres articles pyrotechniques :
    - Catégorie P1 : articles pyrotechniques autres que les artifices de divertissement et les articles pyrotechniques destinés au théâtre, qui présentent un danger faible ;
    - Catégorie P2 : articles pyrotechniques autres que les artifices de divertissement et les articles pyrotechniques destinés au théâtre, qui sont destinés à être manipulés ou utilisés uniquement par des personnes ayant des connaissances particulières, telles que définies à l'article 28 du décret.

  - Seuls les artifices de catégorie 1 peuvent être achetés par des mineurs de plus de 12 ans ;
  - Arrêté du 1er juillet 2015 relatif à la mise sur le marché des produits explosifs[70] ;
  - Décret no 2010-580 du 31 mai 2010[71] relatif à l'acquisition, la détention et l'utilisation des artifices de divertissement et des artifices pyrotechniques destinés au théâtre ;
  - Arrêté du 31 mai 2010[72] pris en application des articles 3, 4 et 6 du décret no 2010-580 du 31 mai 2010 relatif à l'acquisition, la détention et l'utilisation des artifices de divertissement et des articles pyrotechniques destinés au théâtre.

#### Autorisations nécessaires (en France)

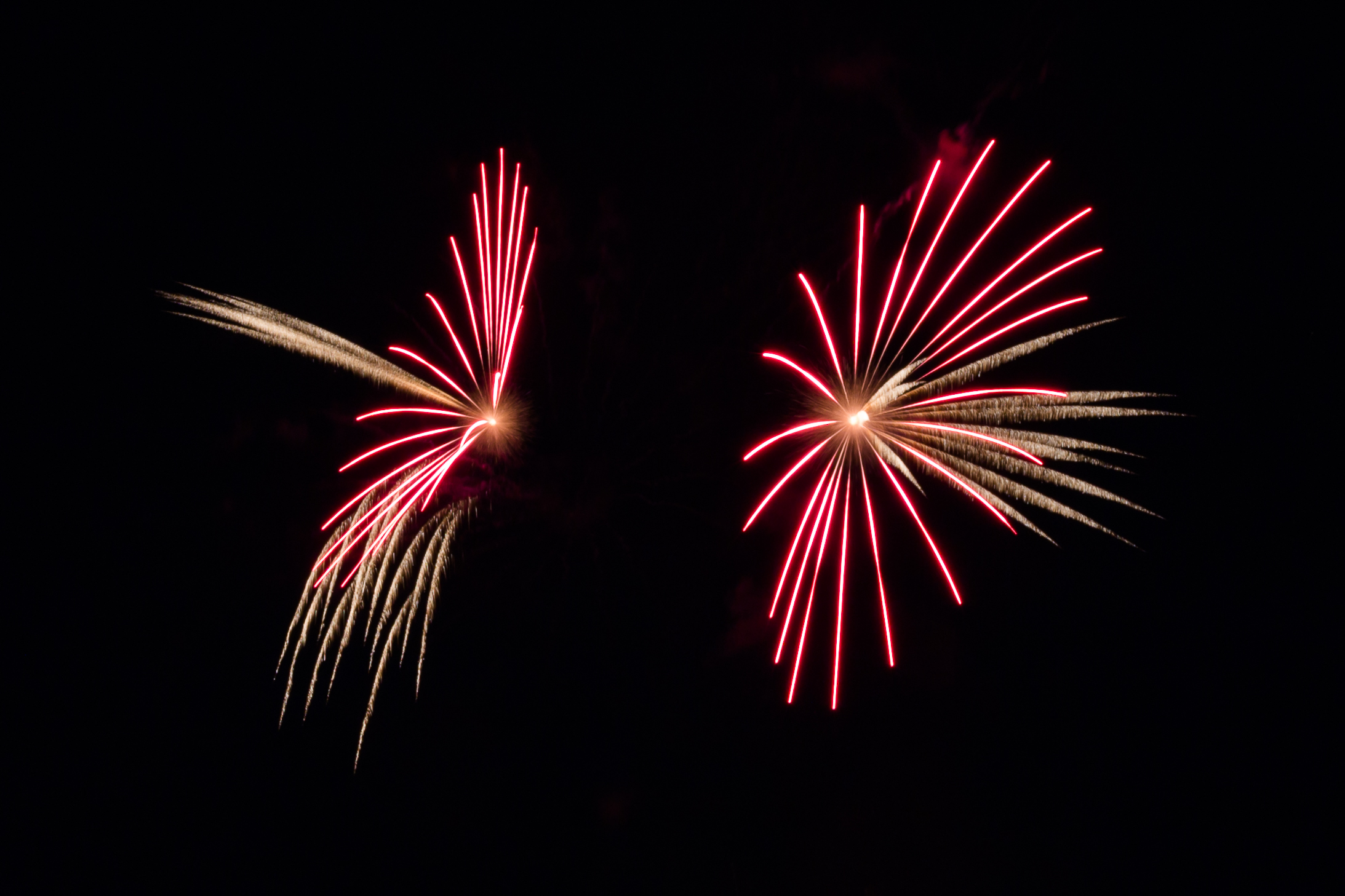
Fête du lac à Annecy (France).

- Pour un feu d'artifice contenant uniquement des produits de catégorie 1, 2 ou 3 et dont la quantité de matière active est inférieure à 35 kg :
  - La personne qui le met en œuvre doit être majeure et n'a pas besoin de disposer de formation particulière (on est F2/F3 dès l'instant qu'on est majeur)
  - Si le tir se déroule ailleurs que sur votre propriété : demander l'autorisation au propriétaire du terrain ;
  - Si le terrain est municipal, il faut demander l'accord à la Mairie saisie en sa qualité de propriétaire et non en tant qu'autorisation municipale qui elle n'est obligatoire que pour les feux d'artifice de catégorie 4.
- Pour un feu d'artifice contenant au moins un produit de catégorie 4 ou plus de 35 kg de matière active (dit spectacle pyrotechnique) :
  - Il faut être titulaire du certificat de qualification F4T2 pour réaliser la mise en œuvre d'un spectacle pyrotechnique si ce dernier comportent des artifices F4 ou T2, il faudra en outre le niveau du certificat de qualification adéquat (niveau 1 ou niveau 2 en fonction des caractéristiques des artifices ou articles F4 ou T2). À l'inverse si le spectacle pyrotechnique ne comporte pas d'artifice F4 ou d'article T2 (il est composé de plus de 35kg d'artifice F2, F3 et ou d'articles T1), le certificat de qualification n'est pas nécessaire[73].
  - Déclaration au moins un mois avant à la mairie et à préfecture du département
- Importation / Exportation de feux d'artifice en France / au départ de la France :
  - Être en possession d'un agrément technique pour un dépôt d'artifices
  - Déclaration d'importation / d'exportation auprès des Douanes françaises

## Acteurs de la pyrotechnie de divertissement

### Syndicats
En Europe, la filière est représentée par l’EUFIAS (European Fireworks Association).
En France, existent l’association des pyrotechniciens français (AF3P), le SPSD (Syndicat de la Pyrotechnie de Spectacle et de Divertissement), le syndicat SFEPA (Syndicat des fabricants d'explosifs, de pyrotechniet et d'artifices) selon lequel la partie loisir de ce secteur a en 2017 un chiffre d'affaires de 80 à 110 M€) répartis (pour 30-40 %) entre la pyrotechnie grand public et (pour 60-70 %) et les prestations professionnelles. Le secteur fait travailler directement quelques centaines de personnes assistées de plusieurs centaines d’artificiers « réguliers » et de quelques milliers qui contribuent occasionnellement à environ 12 000 spectacles par an (dont près de 8 000 comporteraient des artifices K4). Un spectacle utilise de 200 à 1000 artifices (soit 1,2 million d'unités utilisées par an). Les matériels pyrotechniques sont à plus de 95 % importés (de Chine essentiellement, mais également d’Espagne et d’Italie…).
Le SPSD s’est donné pour objectif d’inciter les intervenants dans le domaine des artifices de divertissement, depuis l’importateur jusqu’à l’utilisateur final, à se conformer aux réglementations en vigueur en Europe et particulièrement en France, à savoir les textes issus de la directive européenne no 2013/29/UE repris dans les codes de l’environnement, du travail et de la défense relatifs aux stockages et aux manipulations, l’ADR pour le transport, et plus généralement le code de la sécurité intérieure pour les commerces parallèles. Le SPSD est force de proposition auprès des administrations concernées.
Au sens large (c'est-à-dire en comptant les 27 sociétés adhérentes œuvrant dans les secteurs militaire, aéronautique et aérospatial civil, de la sécurité automobile, des carrières, de la chasse et du tir et de la dépollution pyrotechnique), ce sont 8200 personnes qui sont directement affectées à des activités pyrotechniques, pour un chiffre d'affaires de 1 200 M€ ou de 2 milliards d’euros pour plus de 17 000 salariés.

### Acteurs institutionnels
- Ministère de l'Économie et des Finances,
- Ministère de la Défense,
- Ministère de l'Environnement, de l’Énergie et de la Mer,
- Organismes d'accréditation et d'agrément : COFRAC, INERIS, BAM (de), CEN, AFNOR, LOM...
- Organismes de contrôle : DGA, CSC, DREAL, Gendarmerie, Police Nationale, Douanes...

### Acteurs économiques
- Fabricants d'artifices de divertissement (A.T.P.M, Zaragozana, Göteborgs FyrverkeriFabrik (en), Brocks Fireworks (en), Zambelli Fireworks (en)...)
- Fabricants de matières premières, de composants intermédiaires et d'accessoires
- Importateurs et/ou distributeurs (Ardi, Brézac Artifices, Eurobengale Lacroix-Ruggieri, WECO (de))
- Prestataires de spectacles (Eurobengale, Groupe F, Jacques Couturier Organisation, Les Commandos Percu)

À noter que certains des plus grands importateurs actuels ont autrefois exercé une activité industrielle en France, mais ont maintenant une double activité de négoce et de prestations de spectacles.
- Cabinets de conseil (qualité, hygiène, sécurité, environnement, transport)

En 2018, l'Union européenne a importé 128 000 tonnes de feu d'artifice pour un montant de 319 millions d'euros.
99 % du volume de ces feux d'artifices soit 127 000 tonnes sont importés de Chine.
Les quatre principaux membres importateur de feux d'artifice dans l'UE sont l'Allemagne (43 000 tonnes, 34 %), les Pays-Bas (31 000 tonnes, 24 %), la Pologne (16 000, 12 %) et le Royaume-Uni (10 000 tonnes, 8 %).